# Islas Turcas y Caicos
Las Islas Turcas y Caicos (en inglés, Turks and Caicos Islands) son un territorio británico de ultramar dependiente del Reino Unido. Fueron administradas por Jamaica hasta el año 1962, pasando entonces la administración de las islas a Bahamas hasta 1973. En 1982 el Reino Unido le concedió la independencia a las islas, sin embargo, las islas prefirieron seguir como un territorio dependiente del Reino Unido. Las islas son uno de los diecisiete territorios no autónomos bajo supervisión del Comité de Descolonización de las Naciones Unidas. Forma parte del Caribe anglófono.
El nombre de las islas Turcas proviene de un cactus autóctono, la cabeza del turco (Melocactus intortus), cuya parte superior escarlata se asemeja a un fez. El nombre Caicos puede derivar de caya hico, una frase que significa "cadena de islas" en el idioma del pueblo indígena lucayo (arahuaco).
Las Islas Turcas y Caicos están al sureste de Mayaguana en las Bahamas y al norte de la isla de La Española, donde se encuentran Haití y la República Dominicana, en aguas del océano Atlántico. Cockburn Town, la capital, está a unos 1042 kilómetros (647 millas) al estesureste de Miami en los Estados Unidos. Las islas tienen una superficie total de 948 km².
El 17 de octubre de 2016 el gobernador de las islas designado por la reina fue John Freeman, quien actuó como jefe de Estado y supervisó las labores de un Consejo Legislativo compuesto por 17 miembros (15 elegidos por sufragio universal). El consejo legisla desde la ciudad de Cockburn Town, la capital del territorio. Desde el 19 de febrero de 2021 el jefe de gobierno es el premier Washington Misick.
La economía de las islas se basa en el turismo, los servicios financieros offshore y la pesca. La mayoría de los bienes de capital y alimentos para el consumo interno son importados. Estados Unidos es la principal fuente de turistas, representando más de tres cuartas partes de los más de un millón de visitantes que llegan anualmente. Tres cuartas partes de los visitantes vienen en barco. Las principales fuentes de ingresos del gobierno también incluyen las tasas procedentes de actividades financieras extraterritoriales y los ingresos aduaneros. La moneda de curso legal es el dólar estadounidense y desde el 2 de julio de 1991 las Islas Turcas y Caicos son miembro asociado de la Comunidad del Caribe.

## Historia
Las islas Turcas y Caicos estaban habitadas por el pueblo indígena Lucayan Taino, de la familia arahuaca. El diario de Cristóbal Colón indica que llegó a las islas en 1492. Luego, las islas fueron documentadas por el explorador español Juan Ponce de León, en 1512. Durante los siglos XVI, XVII y XVIII, las islas pasaron del dominio español al francés y al británico, pero ninguna de las tres coronas hizo asentamientos.
Recolectores de sal de las Bermudas se asentaron en las Islas Turcas en 1681. A principios del siglo XVIII, las islas sirvieron de refugio a piratas. Durante la Revolución estadounidense (1775-1783), muchos británicos leales a la Corona inglesa huyeron y se convirtieron en 1783 en los primeros pobladores europeos permanentes en las Islas Caicos, estas fueron ocupadas brevemente por los franceses el 9 de marzo, hasta su devolución a los británicos por el tratado de París.
En 1799, tanto las Turcas como el grupo de islas Caicos fueron anexadas por el Reino de Gran Bretaña como parte de las Bahamas. En 1807 se prohibió el comercio de esclavos, aunque no su posesión.
En 1841, el Trouvadore, un barco español usado para el tráfico ilegal de esclavos, naufragó en la costa de Caicos del Este. Ciento noventa y dos africanos en cautividad sobrevivieron al hundimiento y llegaron a tierra, donde, como colonia británica, la posesión de esclavos era también ilegal desde 1834. Estos supervivientes fueron liberados e incorporados como aprendices de oficios durante un año y se instalaron principalmente en la Isla Gran Turca. En 2004, arqueólogos marinos redescubrieron un naufragio, llamado "Black Rock Ship" (Nave Roca Negra), que la investigación posterior ha sugerido que puede ser el Trouvadore. Esta propuesta fue respaldada en una expedición de arqueología submarina financiada por la NOAA en noviembre de 2008, que confirmó que los restos de artefactos que comprende el estilo y la fecha de fabricación da apoyo a la asociación de estos restos con los del Trouvadore. Los restos, sin embargo, no han sido identificados con certeza absoluta.
Desde 1873 las islas pertenecieron a la colonia de Jamaica. Cuando Jamaica obtuvo su independencia del Reino Unido en agosto de 1962, pasaron a depender de la colonia de Bahamas. Cuando las Bahamas obtuvieron la independencia en 1973, Turcas y Caicos recibieron su propio gobernador convirtiéndose en colonia y, más tarde, en Dependencia y Territorio Británico de Ultramar hasta la actualidad. En 1917 el primer ministro de Canadá, Robert Borden, sugirió la posibilidad de que Turcas y Caicos se incorporasen como una nueva provincia canadiense, pero la propuesta fue rechazada por los británicos. En 1980 los británicos llegaron a un acuerdo con el Movimiento Democrático Popular de Turcas y Caicos para concederles la independencia en 1982. Pero en las elecciones subsiguientes, que constituyeron al mismo tiempo un referéndum, ganó el Partido Nacional Progresivo, contrario a la misma, que rechazó el ofrecimiento.

## Geografía
| Nr           | Distrito administrativo                      | Cabecera         | Área (km²) | Población | Distritos electorales |
| ------------ | -------------------------------------------- | ---------------- | ---------- | --------- | --------------------- |
| Islas Caicos |                                              |                  |            |           |                       |
| 1            | Providenciales (incluyendo Caicos del Oeste) | Providenciales   | 163.6      | 23 769    | 6                     |
| 2            | Caicos del Norte                             | Bottle Creek     | 144.9      | 1443      | 2                     |
| 3            | Caicos Central                               | Conch Bar        | 144.2      | 168       | 1                     |
| 4            | Caicos del Sur (incluyendo Caicos del Este)  | Cockburn Harbour | 136.8      | 1139      | 2                     |
| Islas Turcas |                                              |                  |            |           |                       |
| 5            | Gran Turca                                   | Grand Turk       | 17.6       | 4831      | 4                     |
| 6            | Cayo Sal                                     | Salt Cay         | 9.1        | 108       | -                     |
|              | Islas Turcas y Caicos                        | Cockburn Town    | 616.3      | 31 458    | 15                    |

Los dos grupos de islas se ubican en el océano Atlántico Norte, al sudeste de las Bahamas, al norte de Isla Española, y cerca de 1000 kilómetros de Miami en los Estados Unidos. El territorio es geográficamente contiguo a las Bahamas y comprende el archipiélago de las Lucayas, pero políticamente son entidades separadas.
Las ocho islas principales y más de veinte islas más pequeñas tienen una superficie total de 948 kilómetros cuadrados, principalmente de bajos, de piedra caliza plana con extensos pantanos y manglares y 332 km² de frente a la playa. El clima es soleado y seco, pero sufre frecuentes huracanes. Las islas han limitado los recursos naturales de agua dulce; cisternas privadas recogen el agua de lluvia para beber. Los principales recursos naturales son la langosta, conchas y otros mariscos.
Los dos grupos de islas que conforman Turcas y Caicos están separados por el pasaje de las Turcas.

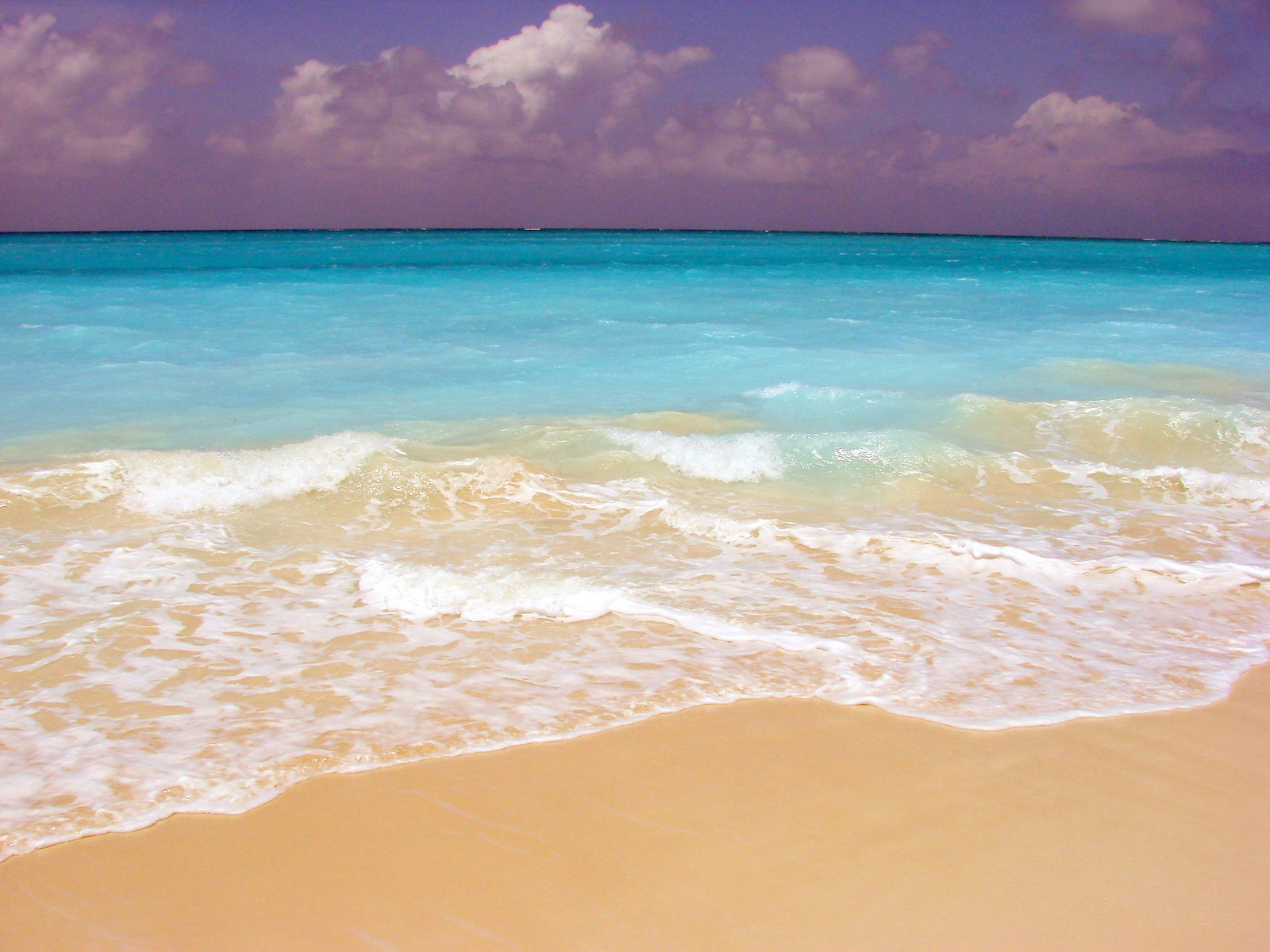
Playa en la Isla de Providenciales

### Clima
| Parámetros climáticos promedio de Islas Turcas y Caicos : Grand Turk | Parámetros climáticos promedio de Islas Turcas y Caicos : Grand Turk | Parámetros climáticos promedio de Islas Turcas y Caicos : Grand Turk | Parámetros climáticos promedio de Islas Turcas y Caicos : Grand Turk | Parámetros climáticos promedio de Islas Turcas y Caicos : Grand Turk | Parámetros climáticos promedio de Islas Turcas y Caicos : Grand Turk | Parámetros climáticos promedio de Islas Turcas y Caicos : Grand Turk | Parámetros climáticos promedio de Islas Turcas y Caicos : Grand Turk | Parámetros climáticos promedio de Islas Turcas y Caicos : Grand Turk | Parámetros climáticos promedio de Islas Turcas y Caicos : Grand Turk | Parámetros climáticos promedio de Islas Turcas y Caicos : Grand Turk | Parámetros climáticos promedio de Islas Turcas y Caicos : Grand Turk | Parámetros climáticos promedio de Islas Turcas y Caicos : Grand Turk | Parámetros climáticos promedio de Islas Turcas y Caicos : Grand Turk |
| Mes                                                                  | Ene.                                                                 | Feb.                                                                 | Mar.                                                                 | Abr.                                                                 | May.                                                                 | Jun.                                                                 | Jul.                                                                 | Ago.                                                                 | Sep.                                                                 | Oct.                                                                 | Nov.                                                                 | Dic.                                                                 | Anual                                                                |
| -------------------------------------------------------------------- | -------------------------------------------------------------------- | -------------------------------------------------------------------- | -------------------------------------------------------------------- | -------------------------------------------------------------------- | -------------------------------------------------------------------- | -------------------------------------------------------------------- | -------------------------------------------------------------------- | -------------------------------------------------------------------- | -------------------------------------------------------------------- | -------------------------------------------------------------------- | -------------------------------------------------------------------- | -------------------------------------------------------------------- | -------------------------------------------------------------------- |
| Temp. máx. media (°C)                                                | 27                                                                   | 27                                                                   | 28                                                                   | 28                                                                   | 29                                                                   | 30                                                                   | 31                                                                   | 31                                                                   | 31                                                                   | 30                                                                   | 29                                                                   | 28                                                                   | 29.1                                                                 |
| Temp. mín. media (°C)                                                | 23                                                                   | 23                                                                   | 23                                                                   | 24                                                                   | 25                                                                   | 26                                                                   | 27                                                                   | 27                                                                   | 27                                                                   | 26                                                                   | 24                                                                   | 24                                                                   | 24.9                                                                 |
| Precipitación total (mm)                                             | 36.1                                                                 | 34.0                                                                 | 24.6                                                                 | 35.6                                                                 | 29.5                                                                 | 54.9                                                                 | 30.0                                                                 | 40.4                                                                 | 66.5                                                                 | 74.9                                                                 | 93.5                                                                 | 85.1                                                                 | 605.1                                                                |
| Fuente: Weather.com Weatherbase.com                                  |                                                                      |                                                                      |                                                                      |                                                                      |                                                                      |                                                                      |                                                                      |                                                                      |                                                                      |                                                                      |                                                                      |                                                                      |                                                                      |

### Islas Caicos

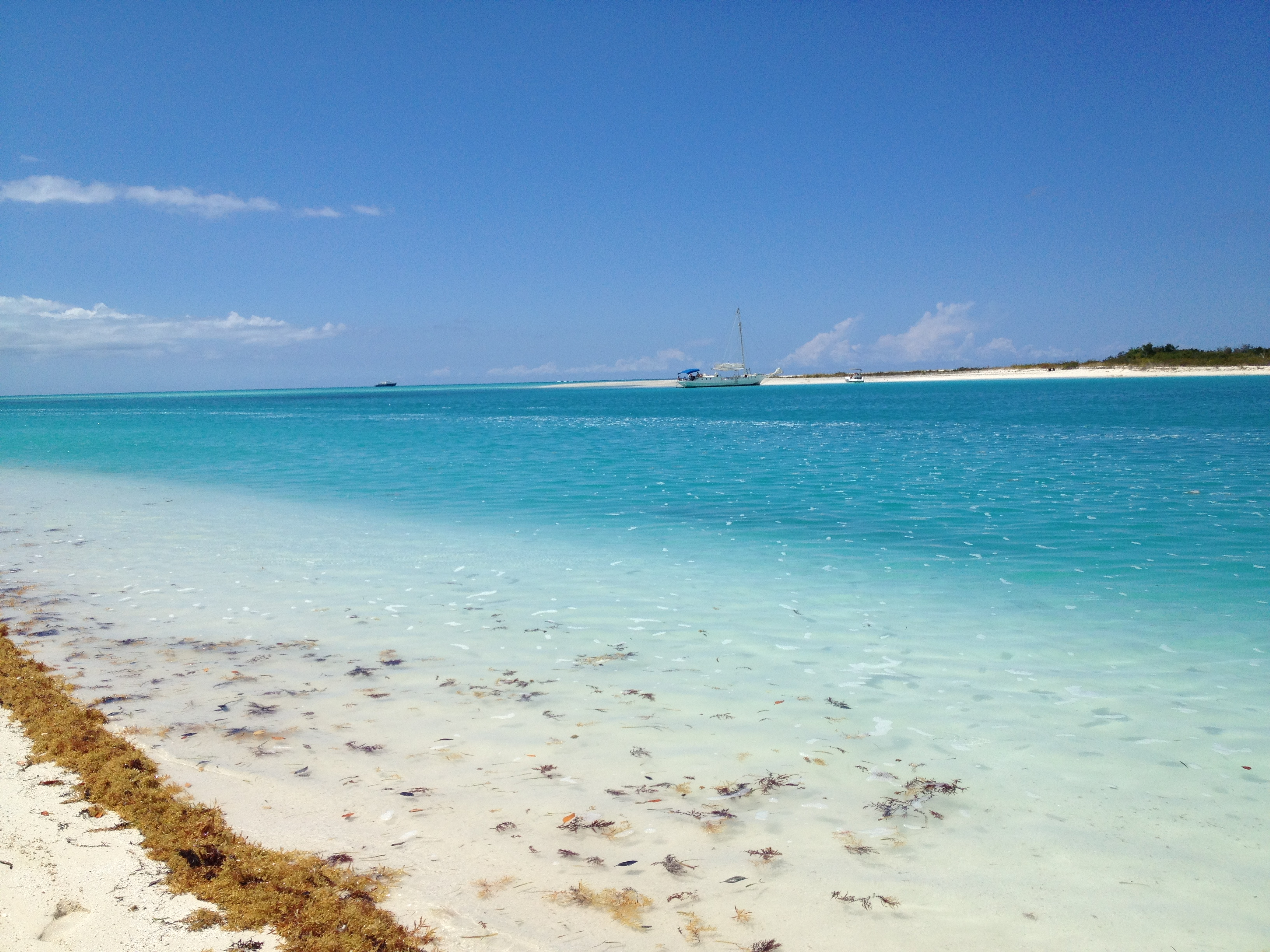
Cayo Pine, Islas Caicos

Las Islas Caicos son el grupo más grande, con casi el 96 % de la superficie terrestre 227.6 y el 82 % de la población (26 584 de un total de 33 302 en 2006). Las Islas Caicos, se encuentran alrededor del Banco Caicos, como un atolón, con las seis grandes islas en el oeste, norte y este, y algunos pequeños arrecifes y cayos en el sur. El banco Caicos es de piedra caliza y tiene una superficie de 6140 km² / 2370 millas cuadradas. La zona se compone de arena, los arrecifes de coral mixta de coral, las algas, y otros hábitats, normalmente a profundidades de 1 a 5 metros.
- Islas Principales:
  - Caicos Central o (Middle Caicos) y su cabecera distrital es Conch Bar.
  - Caicos del Norte o (North Caicos) y su cabecera distrital es Bottle Creek.
  - Caicos del Sur y Caicos del Este o (South Caicos y East Caicos), la cabecera de este distrito es Cockburn Harbour.Atardecer en la Isla Gran Turca

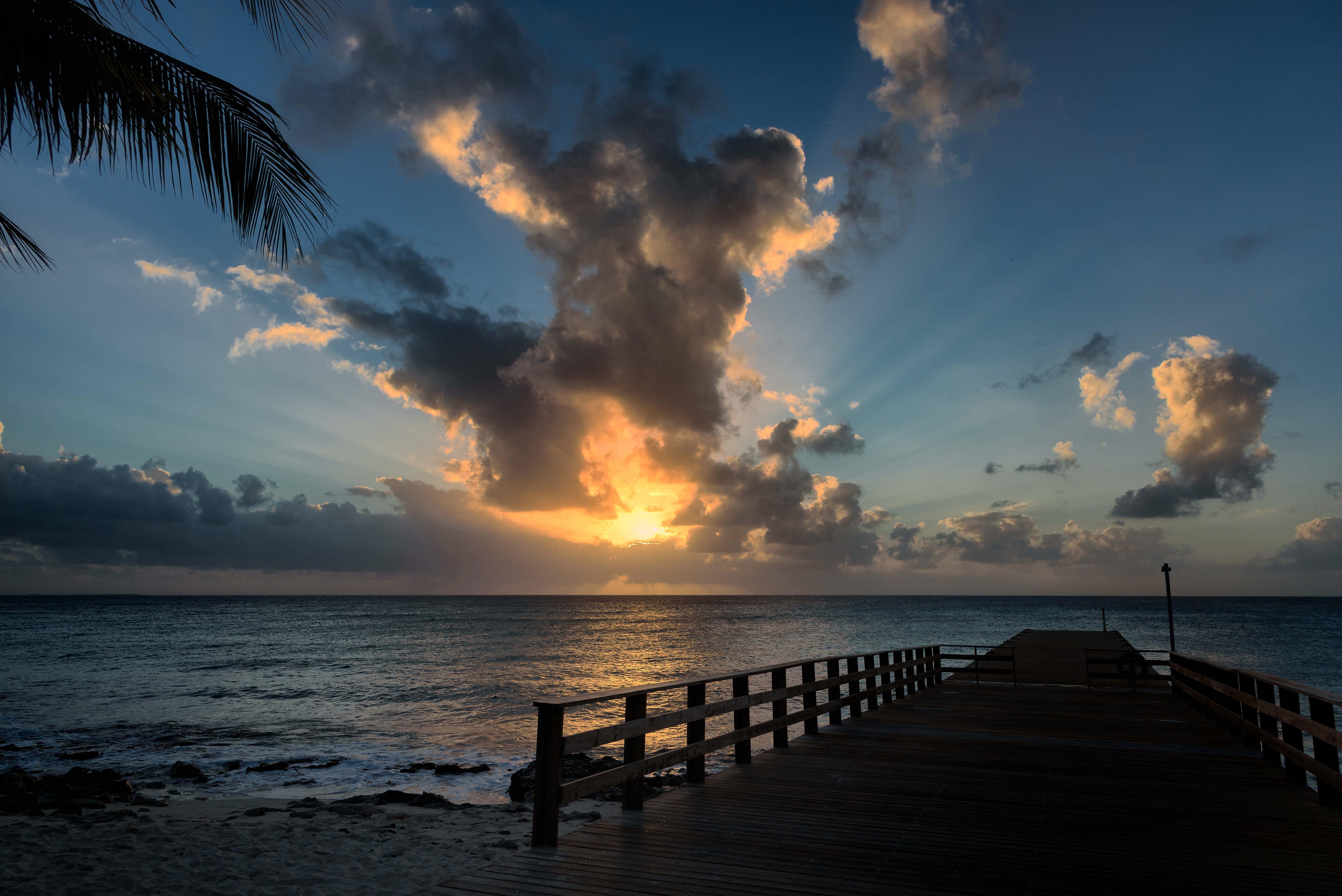
Atardecer en la Isla Gran Turca

  - Providenciales y Caicos del Oeste (Providenciales y West Caicos), Blue Hills es su cabecera distrital.
  - Cayos Ambergris (Ambergris Cays).

- Islas menores:
  - Cayo Pine (Pine Cay).
  - Cayo Parrot (Parrot Cay).

### Islas Turcas
Las islas Turcas están divididas por dos distritos:
- Cayo Sal (Salt Cay), con cabecera de distrito en Balfour Town
- Isla Gran Turca (Grand Turk), con cabecera de distrito en Cockburn Town, que es a la vez capital de las Islas.

### División administrativa
Las islas están divididas en seis distritos administrativos (dos en las Islas Turcas y cuatro en las Islas Caicos), encabezados por los comisionados de distrito. Para la Cámara de la Asamblea, el archipiélago se divide en 15 distritos electorales (cuatro en las Islas Turcas y once en las Islas Caicos).

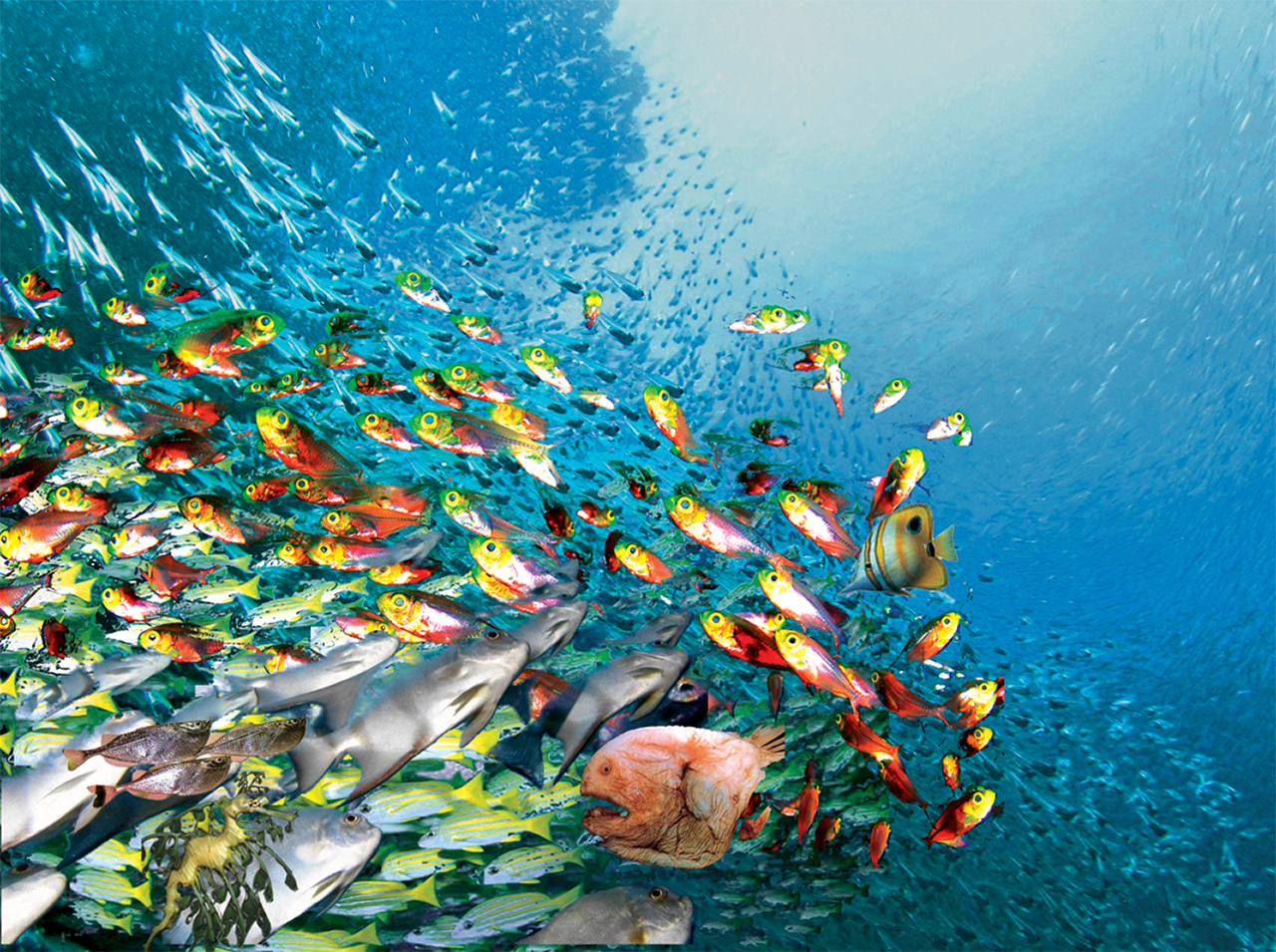
Remolinos de peces frente a las islas Turcas y Caicos

### Fauna y Flora
Las Turcas y Caicos están formadas por un centenar de islas más bien pequeñas, y estos sistemas aislados albergan un increíble número de flora y fauna autóctonas.
Los reptiles y anfibios constituyen la mayoría de los animales terrestres autóctonos y únicos de las Islas Turcas y Caicos, y hay varias especies que sólo se encuentran en el archipiélago.
Las industrias del pasado y las importaciones descuidadas también han introducido una gran variedad de vida, tanto grande como pequeña.
La iguana de roca de las Islas Turcas y Caicos (Cyclura carinata) es una especie de lagarto endémica de las islas Turcas y Caicos. Esta pequeña iguana puede llegar a medir 76 cm y alcanza la madurez a los siete años, pudiendo llegar a vivir veinte. Cada año pone una sola nidada de hasta nueve huevos, que tardan tres meses en eclosionar. Esta iguana es principalmente herbívora, pero complementa su dieta con algo de materia animal.

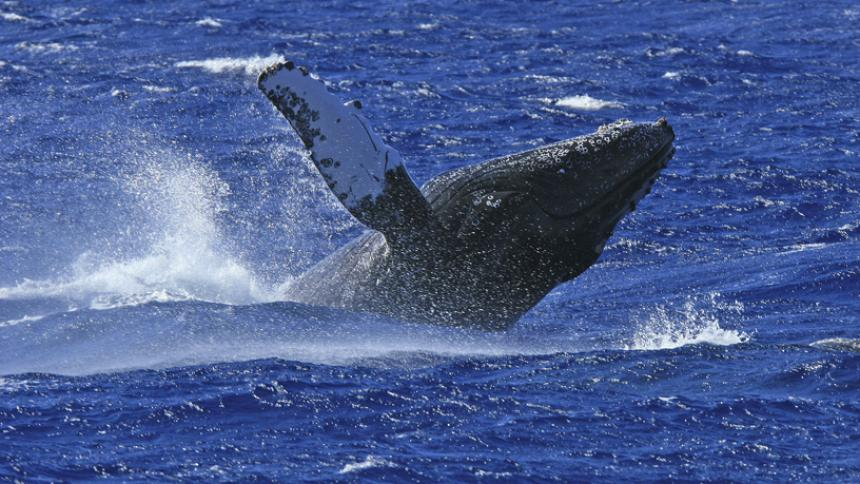
Ballena jorobada (Megaptera novaeangliae) saltando frente a la isla de Caicos del Sur

En un tiempo numerosas, estas iguanas se han visto mermadas por los depredadores introducidos, principalmente gatos y perros. Su hábitat se está degradando por el sobrepastoreo y el pisoteo de la vegetación, lo que reduce la disponibilidad de alimento para las iguanas. Han desaparecido de algunas islas y se aferran precariamente a otras. La Unión Internacional para la Conservación de la Naturaleza las ha clasificado en peligro de extinción. Se están llevando a cabo varios esfuerzos de conservación, y algunas iguanas han sido reubicadas en islotes deshabitados en un esfuerzo por evitar que se extingan.
La iguana de roca de las Islas Turcas y Caicos, Cyclura carinata carinata, fue descrita por primera vez por el zoólogo estadounidense Richard Harlan en Fauna Americana en 1825 Su nombre específico carinata significa "quilla" y hace referencia a las escamas del animal.La especie es endémica de 50-60 de las 200 islas y cayos que forman las Islas Turcas y Caicos. Tiene una subespecie que vive en el cayo Booby, la iguana de Bartsch (Cyclura carinata bartschi). Los datos morfológicos y genéticos indican que el pariente vivo más cercano de C. carinata es C. ricordi de La Española (República Dominicana y Haití)
En las Islas Turcas y Caicos hay tres serpientes, dos de las cuales son boas enanas y otra una serpiente ciega parecida a un gusano.
La boa enana de las Caicos (Tropidophis greenwayi) es la serpiente constrictora más pequeña del mundo, y suele medir menos de 61 cm.

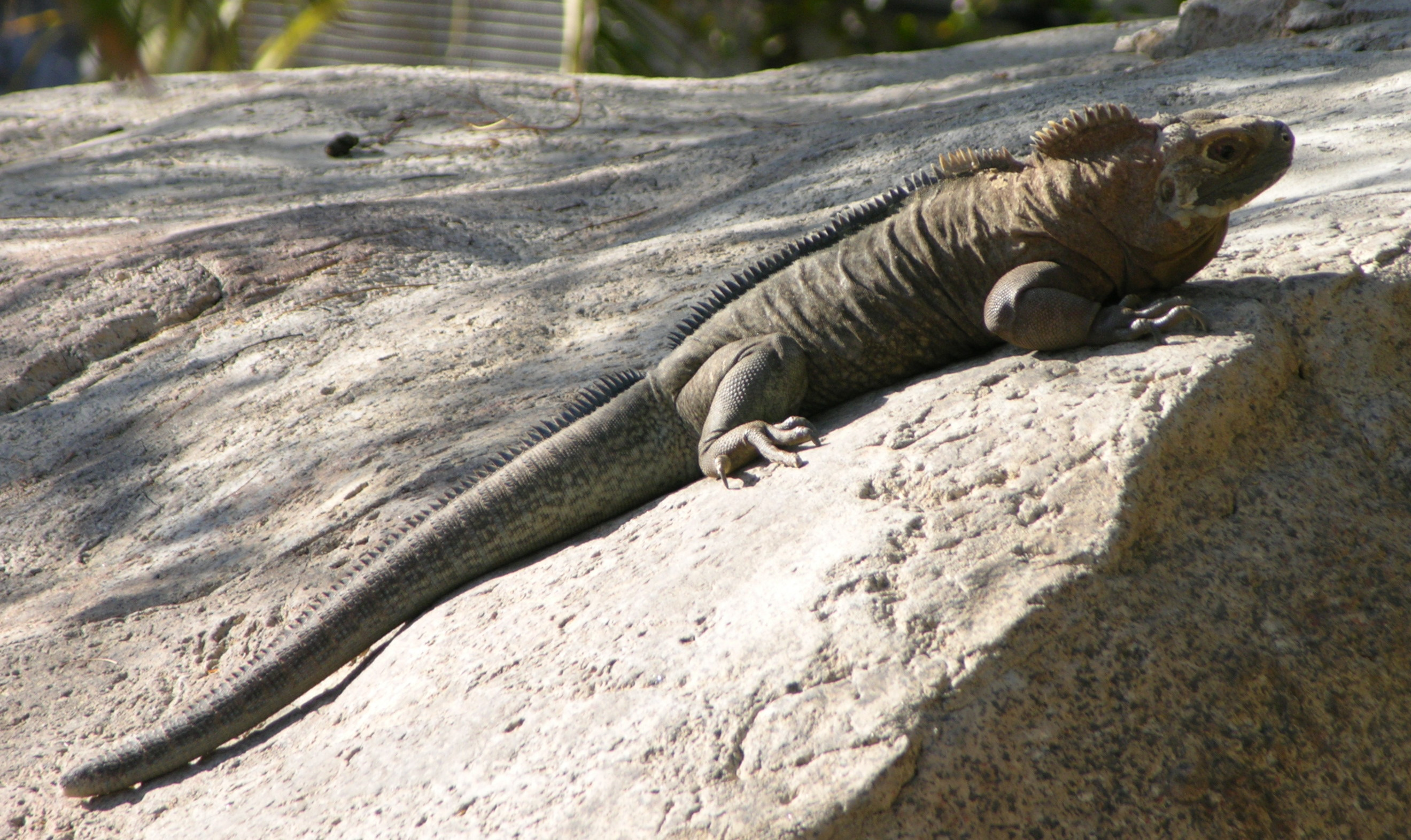
La iguana de Turcas y Caicos (Cyclura carinata) endémica del archipiélago

La boa de las Islas Turcas (Chilabothrus chrysogaster), también conocida localmente como boa arco iris, puede encontrarse en las islas mayores y es otra boa en miniatura. Esta serpiente rara vez supera los 122 cm, aunque puede crecer más de 178 cm.
Una serpiente autóctona mundialmente rara es la pequeña serpiente ciega de cabeza plana (Typhlops platycephalus), que alcanza el tamaño de una lombriz de tierra grande.
Los murciélagos son los únicos mamíferos autóctonos conocidos en las Islas Turcas y Caicos. Hay varias variedades de estas criaturas voladoras en las cuevas, agujeros azules y sumideros de las islas. Los más comunes son el murciélago frugívoro cubano (Brachyphylla nana) y el murciélago de las flores (Erophylla sezekorni).

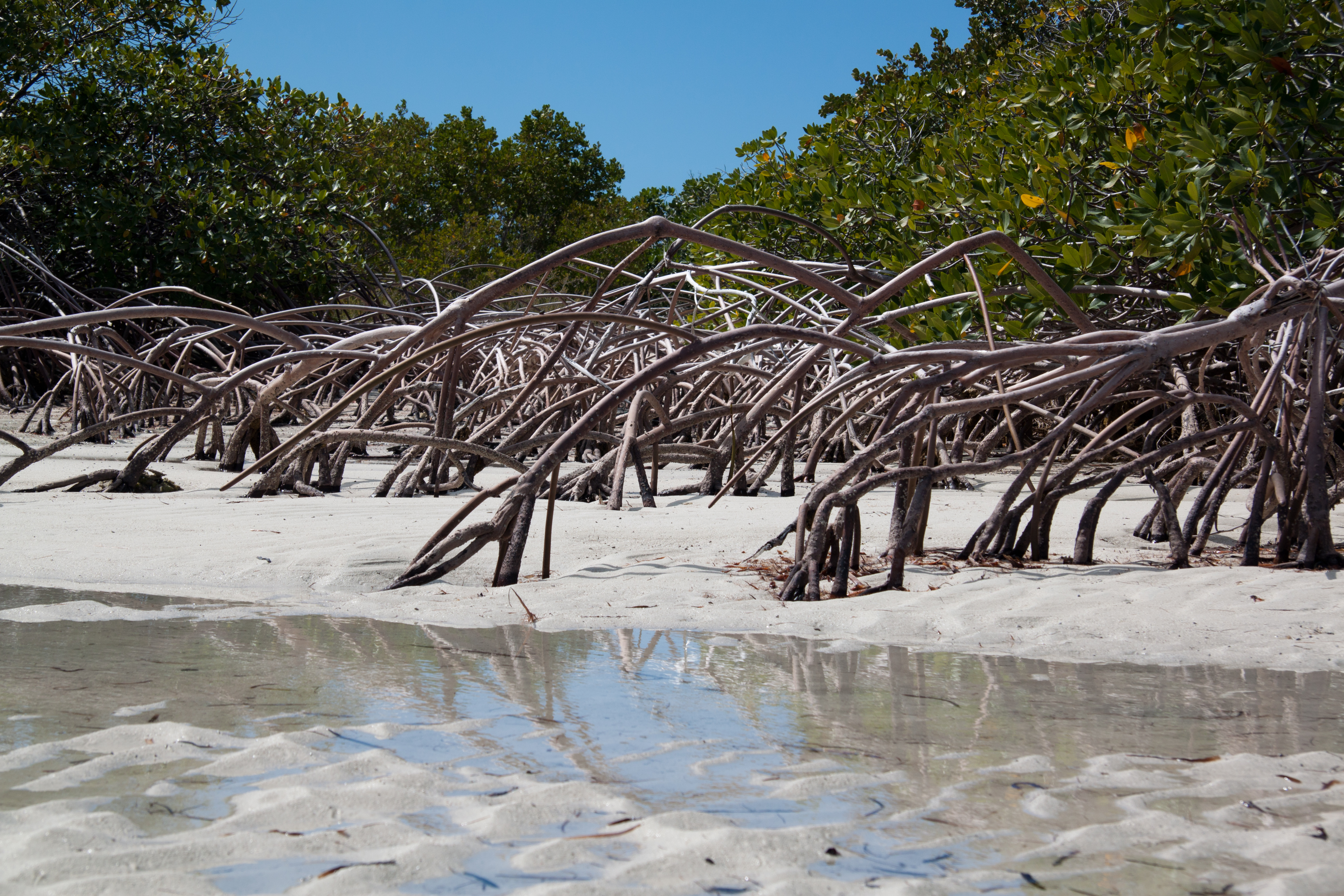
Manglares en la isla de Providenciales

El cangrejo de tierra azul gigante (Cardisoma guanhumi) se puede encontrar en muchos de los humedales marinos de las Islas Turcas y Caicos, este excava madrigueras en entornos arenosos o fangosos.
Los cangrejos ermitaños (Coenobita clypeatus) también se encuentran en tierra y en el océano cerca a las islas. Estos cangrejos pueden ser desde criaturas minúsculas que utilizan conchas de caracol diminutas, hasta cangrejos lo bastante grandes como para apoderarse de conchas de caracolas de tamaño completo.
El cangrejo arco iris (Gecarcinas lateralis) y el cangrejo negro de tierra (Gecarcinas ruricola) también viven en el interior y en las dunas de las islas.
La rana arborícola cubana (Osteopilus septentrionalis), de tamaño medio, es ahora común en la isla Providenciales, y a menudo se la oye croar después de fuertes lluvias.
Gran parte de la flora de las Islas Turcas y Caicos son variedades costeras resistentes y tolerantes a la sal, o matorrales bajos resistentes a la sequía.
El mangle rojo, el mangle negro y el mangle blanco constituyen una gran proporción de la vegetación de las Islas Turcas y Caicos. Estas interesantes plantas son capaces de prosperar en el medio marino costero, muy salino, incluso en algunos de los estanques interiores hipersalinos. Los manglares son una de las plantas más importantes del entorno de las Islas Turcas y Caicos.
El bosque seco, resistente a la sequía, cubre la mayor parte del suelo firme del territorio. La altura varía un poco según la profundidad del suelo, pero este paisaje agreste suele alcanzar una altura máxima de unos 12 m en unos pocos lugares del interior de Caicos del Norte y Providenciales. El lignum vitae, el tamarindo silvestre, el gumbo limbo y la alcaparra jamaicana son algunos de los árboles autóctonos de mayor tamaño que se encuentran en las islas.

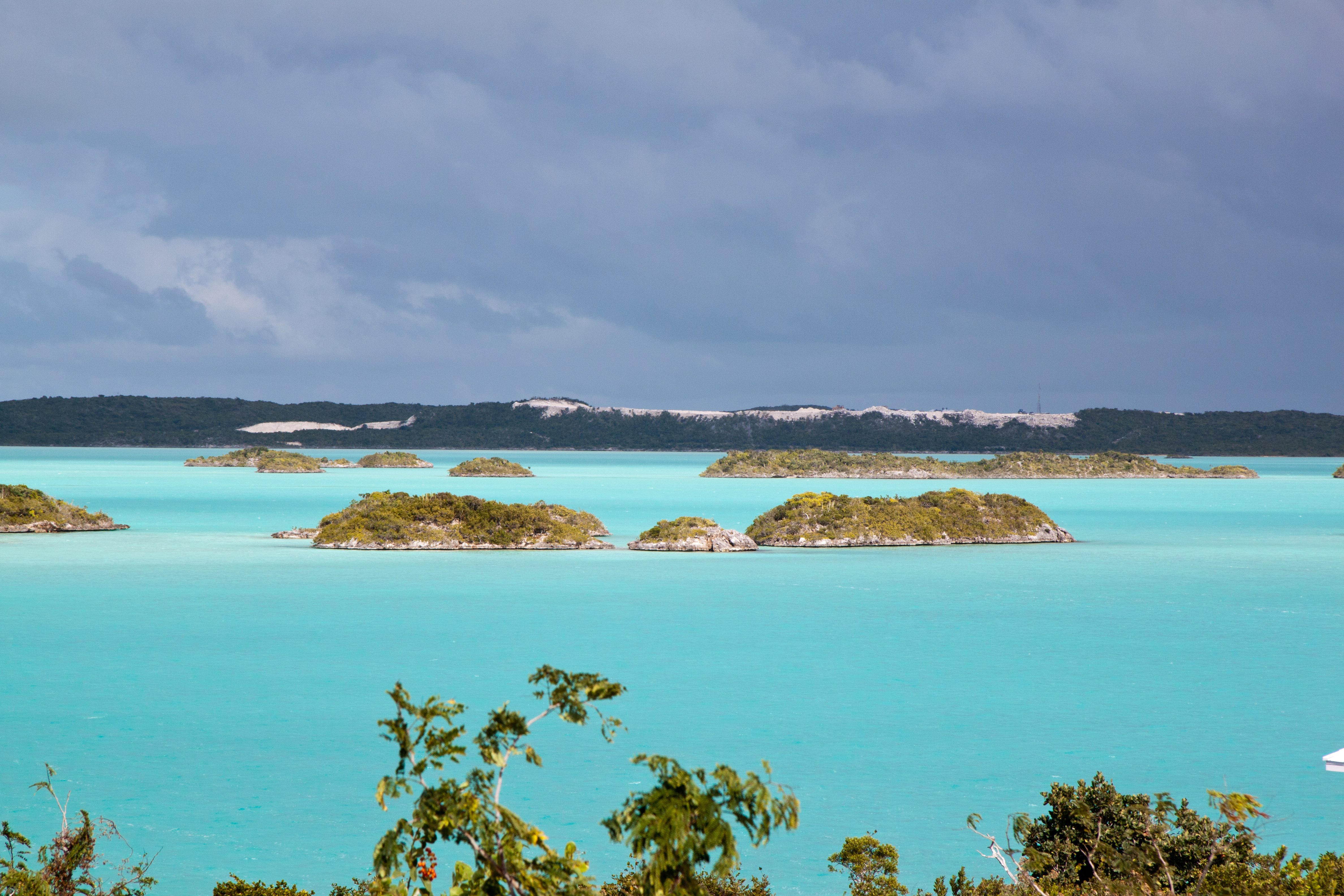
Chalk Sound en la isla de Providenciales

### Geología
La geología de Turcas y Caicos incluye el Banco de Turcas y Caicos, que junto con la Plataforma de Florida-Bahamas es una sección de corteza continental que se separó de Norteamérica durante la apertura del Océano Atlántico. Se deducen rocas sedimentarias y volcánicas triásicas a partir de rocas similares de las Bahamas, superpuestas por calizas jurásicas, cretácicas y paleógenas. Durante un descenso del nivel del mar durante las glaciaciones del Pleistoceno, la caliza quedó expuesta en forma de mesetas al acumularse sobre ellas dunas de arena y desarrollarse un paisaje kárstico con cuevas y agujeros azules.
Entre las formaciones geológicas que se pueden hallar en las islas se encuentran el Arrecife Smith,  un lugar para practicar snorkel en el centro de Providenciales, y comprende varios sistemas de arrecifes y cabezas de coral.Los arrecifes exteriores de Smith's Reef son el mejor lugar de la isla para practicar snorkel en la playa, de fácil acceso.
El Arrecife Smith se encuentra cerca de Turtle Cove, en la costa norte de Providenciales, a unos 5,6 km de la Bahía Grace. Es posible caminar por la playa desde la bahía Grace hasta el arrecife Smith, aunque muchos encuentran la distancia demasiado larga para ser agradable.
Hay varios arrecifes en la zona, con lugares adecuados tanto para los principiantes como para los buceadores experimentados.
Las cuevas de Conch Bar, en Caicos Central, son el mayor sistema de cuevas secas de la cadena de islas Bahamas-Turcas y Caicos, y forman parte del Parque Nacional de Turcas y Caicos.
El sistema de cuevas debe su nombre al pueblo cercano de Conch Bar.

Las cuevas de Conch Bar son un sistema de cuevas kársticas de piedra caliza, formadas durante largos periodos de tiempo por la disolución de la piedra caliza blanda por agua ligeramente ácida que contiene ácido carbónico. El sistema de cuevas se considera de tamaño medio a escala mundial, y es un sistema de cuevas vivas. Las cuevas de Conch Bar presentan muchas de las características habituales de las cuevas de otras regiones, como estalactitas, estalagmitas y columnas, junto con pozas que fluctúan con la marea.

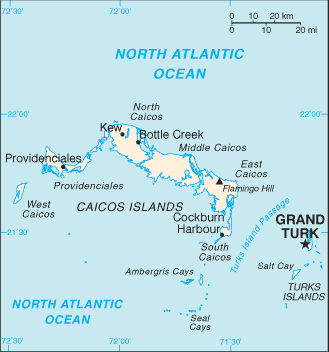
Mapa de las islas Turcas y Caicos

## Demografía
La población de las islas es de 55,926 personas (julio de 2020). 
La composición étnica es la siguiente:
· Afrodescendientes 87,6 %
· Blancos 7,9 %
· Mestizos 2,5 %
· Indios orientales 1,3 %
· Otros 0,7 % (2006)

### Idiomas
El idioma oficial de las islas es el inglés, pero la población también habla el criollo de las Islas Turcas y Caicos, que es similar al criollo de las Bahamas. Debido a su proximidad a Cuba y a la Isla Española, se han establecido en el territorio grandes comunidades criollas haitianas y de habla hispana, que llegaron tanto legal como ilegalmente, desde Haití llegó el criollo haitiano y Francés y desde Cuba y República Dominicana el idioma español.

### Religión

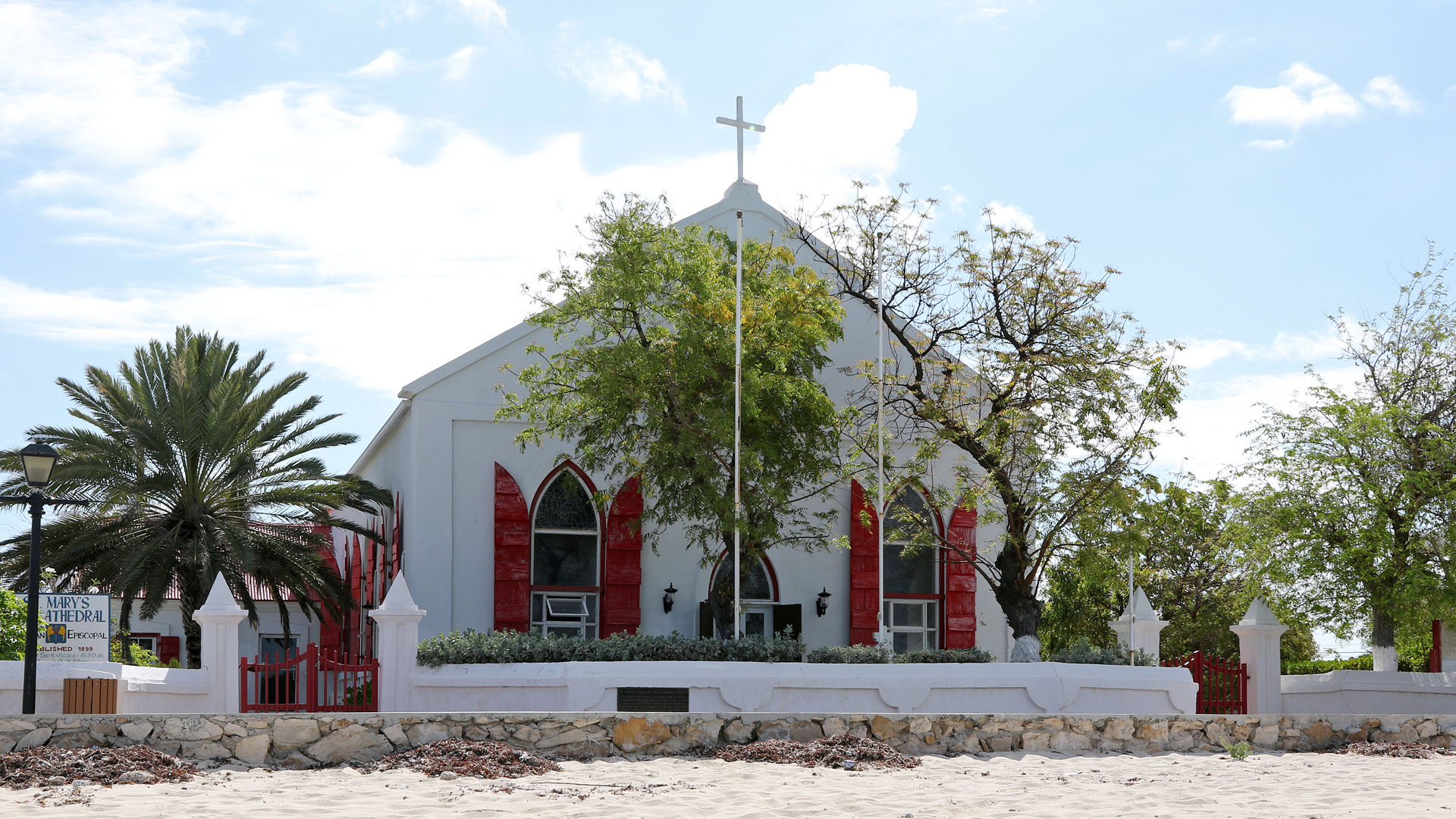
Catedral de Santa María, en la isla Gran Turca

El 86 % de la población de las Islas Turcas y Caicos se considera cristiano (Bautistas 35,8 %, Iglesia de Dios 11,7 %, católicos 11,4 %, Anglicanos 10 %, Metodistas 9,3 %, Adventistas del Séptimo Día 6 %, Testigos de Jehová 1,8 %),  otras creencias constituyen el 14 % restante.
La confesión cristiana bautista se organizó en las Islas Turcas y Caicos en 1835, con su primera iglesia en la isla Gran Turca. En la actualidad, las iglesias bautistas operan bajo la dirección de la Unión Bautista de las Islas Turcas y Caicos (Turks and Caicos Islands Baptist Union).
Los católicos son atendidos por la Misión "Sui Iuris" para las Islas Turcas y Caicos (Sui Iuris Turcensium et Caicensium), que fue erigida en 1984 con territorio tomado de la entonces diócesis de Nasáu.
Antes de 1984, las Islas Turcas y Caicos formaban parte de la archidiócesis de Nasáu, en las Bahamas. En 1984, se convirtió en una misión sui iuris (Misión Independiente), siendo el primer Superior Eclesiástico el Arzobispo Lawrence Aloysius Burke. Durante ese tiempo, las islas fueron atendidas por varios sacerdotes que permanecieron en ellas entre unos meses y un año y medio.
En los tres años anteriores a 1998, las islas fueron atendidas por un sacerdote que venía durante unos ocho meses al año. Los seis meses restantes de esos tres últimos años no hubo ningún sacerdote presente en las islas.
En julio de 1998, a petición de la Santa Sede, el arzobispo de Newark proporcionó dos sacerdotes para atender a tiempo completo a la comunidad católica de las Islas Turcas y Caicos. En otoño de 1998, el Arzobispo de Newark, Theodore McCarrick, asumió la responsabilidad como Superior Eclesiástico de la Misión Sui Iuris de las Islas Turcas y Caicos. El 9 de octubre de 2001, John J. Myers sucedió al cardenal McCarrick como arzobispo y como superior eclesiástico. Actualmente prestan servicio en la misión el reverendo Ronald J. Rozniak, vicario general del arzobispo para la misión, y dos sacerdotes parroquiales.

### Educación
La educación es gratuita y obligatoria para niños de cinco a dieciséis años. La educación primaria dura seis años y la enseñanza secundaria tiene una duración de cinco años. En la década de 1990, la isla puso en marcha la primaria en el servicio docente Education Project (PINSTEP) en un esfuerzo para aumentar las habilidades de sus maestros de escuela primaria, casi una cuarta parte de los cuales no estaban calificados. Turcas y Caicos ha trabajado para renovar las escuelas primarias, reducir los costos de libros de texto y equipo y suministros de aumento dado a las escuelas. 
Por ejemplo, en septiembre de 1993, a cada escuela primaria se le dieron suficientes libros para permitir a los maestros establecer en las bibliotecas de clases. En 2001, la relación alumno-profesor en la enseñanza primaria fue de aproximadamente 15 alumnos para un profesor. Las Islas Turcas y Caicos Community College ofrece educación superior a estudiantes que han completado con éxito su educación secundaria. El colegio de la comunidad también supervisa un programa de alfabetización de adultos. El Ministerio de Asuntos de Salud, Educación, Juventud, Deportes y de la Mujer supervisa la educación en Turcas y Caicos.

#### Colegios
- Burkes University
- Boston University's: The School for Field Studies
- Turks and Caicos Institute of Professional Studies
- Turks and Caicos Islands Business College

### Sanidad
Las Islas Turcas y Caicos establecieron un Plan Nacional de Seguro Sanitario en 2010. Los residentes contribuyen al Plan Nacional de Seguro Sanitario mediante deducciones salariales y cuotas nominales. La mayor parte de la atención sanitaria se presta en hospitales privados y públicos gestionados por Interhealth Canada, un hospital en Providenciales y otro en la isla Gran Turca. Además, hay varias clínicas públicas y privadas. Los hospitales se inauguraron en 2010 y están acreditados por Accreditation Canada desde 2012.
Las instalaciones médicas de las Islas Turcas y Caicos han mejorado con esos dos nuevos centros hospitalarios en Providenciales y Gran Turca gestionados por Inter Health Canada. La mayoría de los problemas médicos extremos requieren una evacuación médica por vía aérea desde las Islas Turcas y Caicos a Estados Unidos o Nasáu (Bahamas) si no hay un médico, cirujano o especialista adecuado en la isla. Por este motivo, algunas fuentes recomiendan contratar un seguro de evacuación médica antes de acceder al lugar.

## Economía

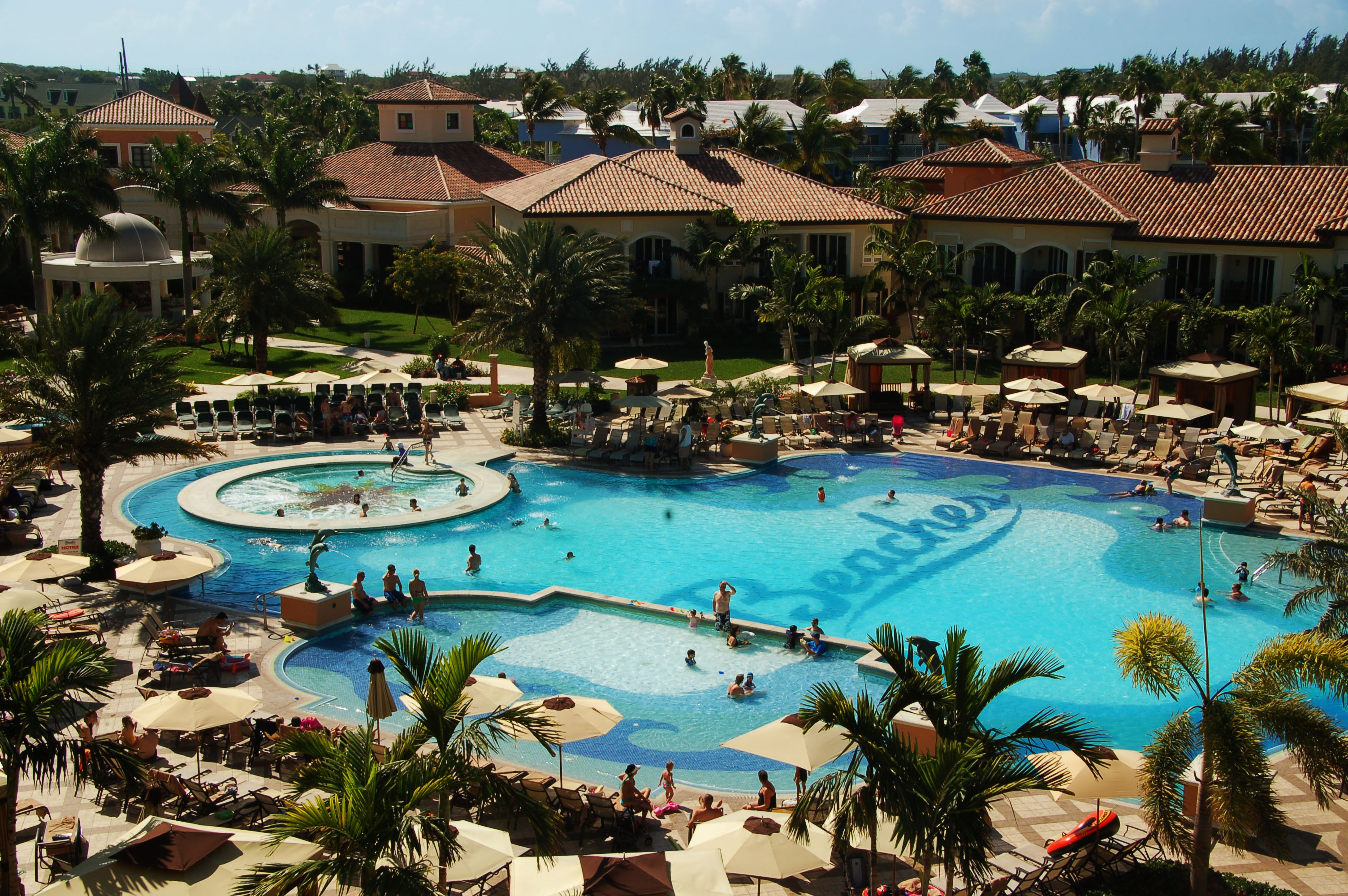
El resort Beaches Turks and Caicos

La economía de Turcas y Caicos está dominada por el turismo, las finanzas extraterritoriales y la pesca. El dólar estadounidense es la principal moneda utilizada en las islas.
Históricamente, la industria de la sal, junto con pequeñas exportaciones de esponja y cáñamo, sustentaron las Islas Turcas y Caicos (aunque a duras penas; el crecimiento demográfico fue escaso y la economía se estancó). La economía creció en la década de 1960, cuando llegaron a las islas inversores estadounidenses que financiaron la construcción de una pista de aterrizaje en Providenciales y construyeron el primer hotel del archipiélago, "The Third Turtle".
Un pequeño goteo de turistas empezó a llegar, complementando la economía basada en la sal. Poco después, el Club Med instaló un complejo turístico en Grace Bay. En la década de 1980, el Club Med financió la mejora de la pista de aterrizaje para permitir el aterrizaje de aviones más grandes y, desde entonces, el turismo ha ido aumentando gradualmente.
En 2009, las contribuciones al PIB fueron las siguientes: Hostelería y Restauración 34,67%, Servicios financieros 13,12%, Construcción 7,83%, Transporte, Almacenamiento y Comunicación 9,90%, y Actividades Inmobiliarias, de Alquiler y Empresariales 9,56%. La mayoría de los bienes de capital y alimentos para consumo interno son importados.
En 2010/2011, las principales fuentes de ingresos públicos incluyeron los Derechos de Importación (43,31%), el Impuesto de Actos Jurídicos Documentados sobre Transacciones Inmobiliarias (8,82%), los Permisos de Trabajo y Tasas de Residencia (10,03%) y el Impuesto de Alojamiento (24,95%). El producto interior bruto del territorio a finales de 2009 fue de aproximadamente 795 millones de dólares (24.273 dólares per cápita).
La población activa ascendía a 27.595 trabajadores en 2008. La distribución de la población activa en 2006 es la siguiente:
| Nivel de cualificación | Porcentajes |
| ---------------------- | ----------- |
| No cualificado/Manual  | 53%         |
| Semicualificados       | 12%         |
| Cualificados           | 20%         |
| Profesionales          | 15%         |

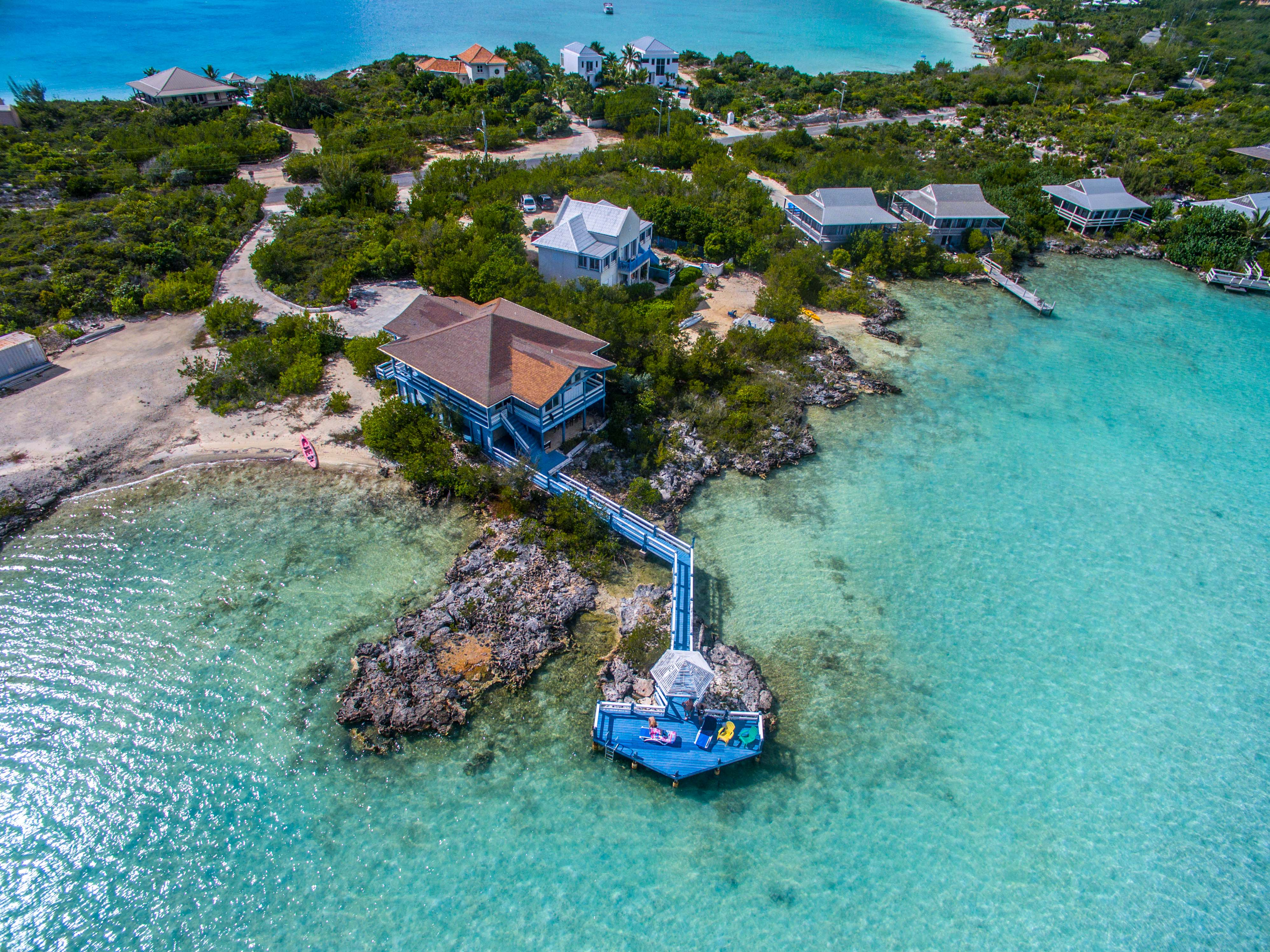
Casas vacacionales en la islas Turcas y Caicos

La tasa de desempleo en 2008 fue del 8,3%. En 2007-2008, el territorio obtuvo unos ingresos de 206,79 millones de dólares frente a unos gastos de 235,85 millones. En 1995, la isla recibió ayuda económica por valor de 5,7 millones de dólares. La moneda del territorio es el dólar estadounidense, y algunas multas gubernamentales (como las infracciones aeroportuarias) se pagan en libras esterlinas. La mayoría de las monedas conmemorativas están denominadas en coronas.
Los principales productos agrícolas incluyen cantidades limitadas de maíz, yuca (tapioca) y cítricos. El pescado y la concha son las únicas exportaciones significativas, con unos 169,2 millones de dólares de langosta, concha seca y fresca, y conchas de concha exportadas en 2000, principalmente al Reino Unido y Estados Unidos. En los últimos años, sin embargo, las capturas han disminuido. El territorio solía ser un importante punto de transbordo de narcóticos de países como Colombia y Perú con destino a Estados Unidos, pero debido a la presión constante de un esfuerzo combinado estadounidense, bahameño y de las Islas Turcas y Caicos, este comercio se ha reducido considerablemente.
Las islas importan alimentos y bebidas, tabaco, ropa, manufacturas y materiales de construcción, principalmente de Estados Unidos y el Reino Unido. Las importaciones ascendieron a 581 millones de dólares en 2007.
Las islas producen y consumen 236,5 GWh de electricidad al año, toda ella procedente de combustibles fósiles.

### Turismo
El turismo es una de las mayores fuentes de ingresos de las islas, y la mayoría de los visitantes proceden de América en barco. Las llegadas de turistas ascendieron a 264.887 en 2007 y a 351.498 en 2009. En 2010, un total de 245 cruceros llegaron a la terminal de cruceros de Gran Turca, transportando un total de 617.863 visitantes.
El Gobierno está aplicando una estrategia doble para aumentar el turismo. Los complejos de lujo se dirigen a los ricos, mientras que se ha construido un gran puerto de cruceros y un centro recreativo para las masas que visitan Gran Turca. Las islas Turcas y Caicos poseen uno de los arrecifes de coral más largos del mundo y la única granja de caracolas del mundo.
La empresa francesa de vacaciones Club Méditerannée (Club Med) tiene un complejo para adultos con todo incluido llamado "Turkoise" en Providenciales.
Las islas se han hecho populares entre varios famosos. Varias estrellas de Hollywood han tenido casas en las Islas Turcas y Caicos, como Dick Clark y Bruce Willis. Ben Affleck y Jennifer Garner se casaron en Parrot Cay en 2005. La actriz Eva Longoria y su ex marido Tony Parker pasaron su luna de miel en las islas en julio de 2007. El músico Nile Rodgers tiene una casa de vacaciones en las islas.
Para impulsar el turismo durante la temporada baja caribeña de finales de verano, la Oficina de Turismo de las Islas Turcas y Caicos organiza y acoge desde 2003 una serie de conciertos anuales denominados Festival Cultural y Musical de las Islas Turcas y Caicos. Este festival, que se celebra en una carpa temporal en el puerto deportivo de Turtle Cove, en The Bight (Providenciales), dura aproximadamente una semana y en él han actuado artistas internacionales de la talla de Lionel Richie, LL Cool J, Anita Baker, Billy Ocean, Alicia Keys, John Legend, Kenny Rogers, Michael Bolton, Ludacris, Chaka Khan y Boyz II Men.

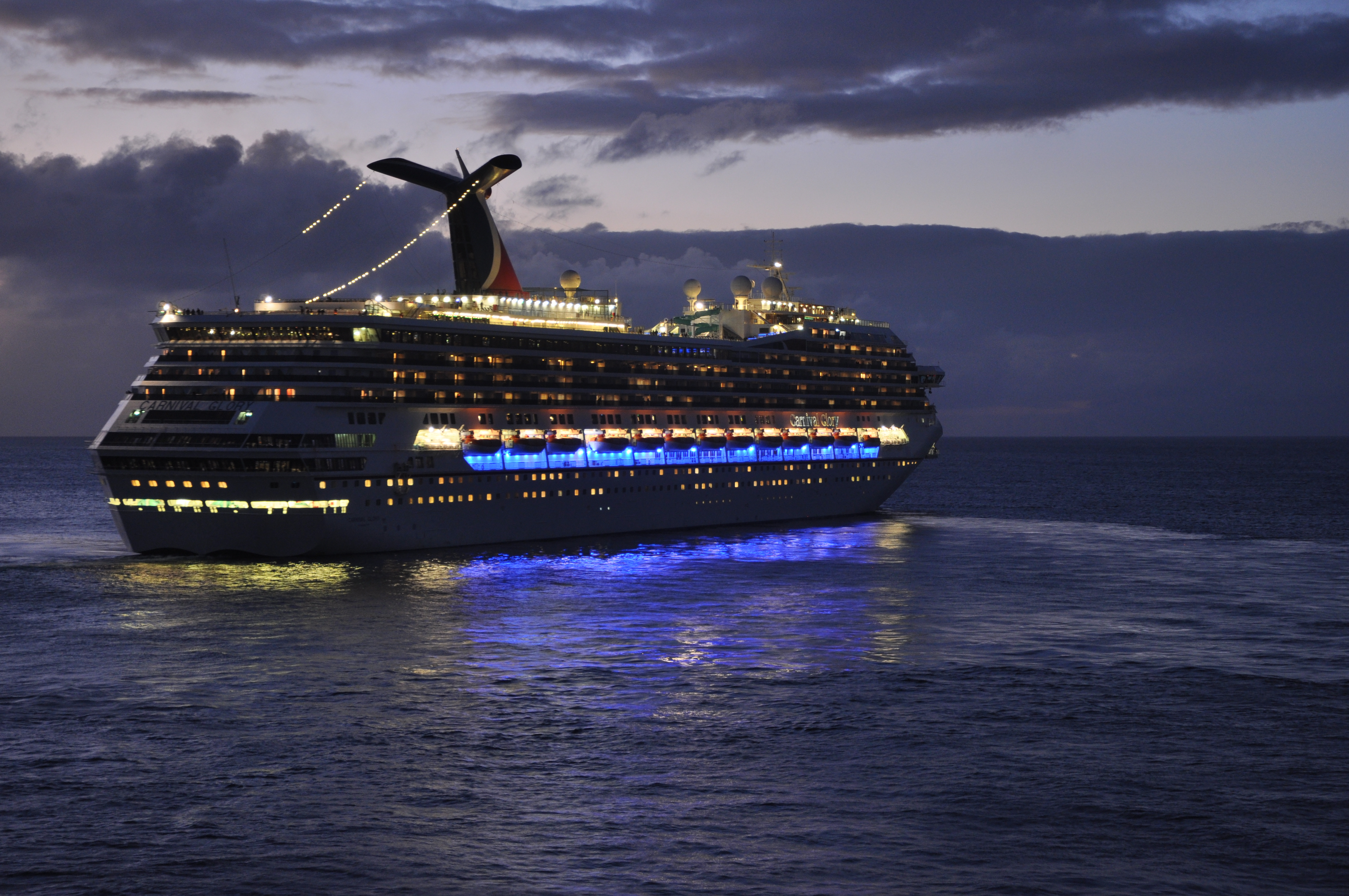
El Crucero Carnival Glory en la noche dejando la isla Gran Turca

Algunos de los Resorts más importantes en la islas incluyen
- Grace Bay Club.[62]
- The Somerset en la bahía Grace.[63]
- Beaches Resorts - Turcas y Caicos.[64]
- Seven Stars Resort.[65]
- Alexandra Resort[66]
- West Bay Club.[66]

Cockburn Town, en Gran Turca, fue fundada en 1681 por recolectores de sal bermudeños. Esto dio lugar a una herencia colonial británica que perdura hasta nuestros días. Los principales lugares históricos en las islas incluyen:
- Faro de Gran Turca[67][68]
- Plantación de Wade's Green[69][70]
- Plantación de Cheshire Hall
- Plantación Haulover

Los bancos de las Caicos, al sur de la cadena de islas Caicos, son un destino único para muchos deportes acuáticos, como el kitesurf y el surf de remo.

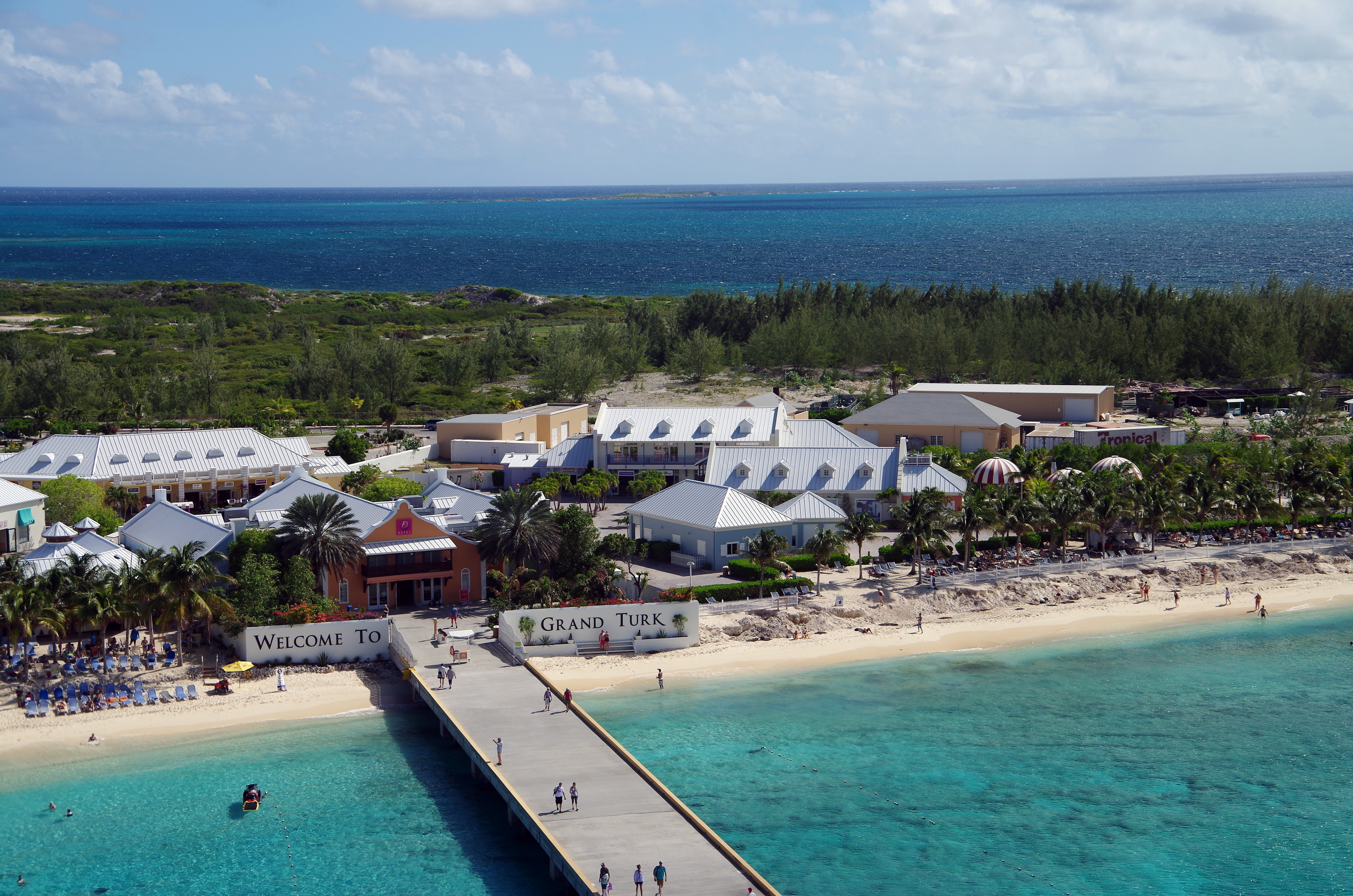
Terminal para cruceros

Varios humedales de las islas están protegidos por la Convención de Ramsar. Providenciales alberga varios parques nacionales, como el Parque Nacional de Northwest Point y la Reserva Natural de Pigeon Pond y Frenchman's Creek, donde habita el pato silbador antillano, especie en peligro de extinción-
La promoción turística se lleva a cabo mediante subvenciones del gobierno a empresas privadas, marketing directo por parte de grandes cadenas de complejos turísticos y organizaciones como Visit Turks and Caicos Islands. interCaribbean Airways (antes Air Turks and Caicos) es una importante fuente de tráfico de visitantes regionales, ya que el país carece de transporte aéreo regional. En 2015 se completó la ampliación del Aeropuerto Internacional de Providenciales para fomentar la llegada de más vuelos transatlánticos.

## Política y Gobierno

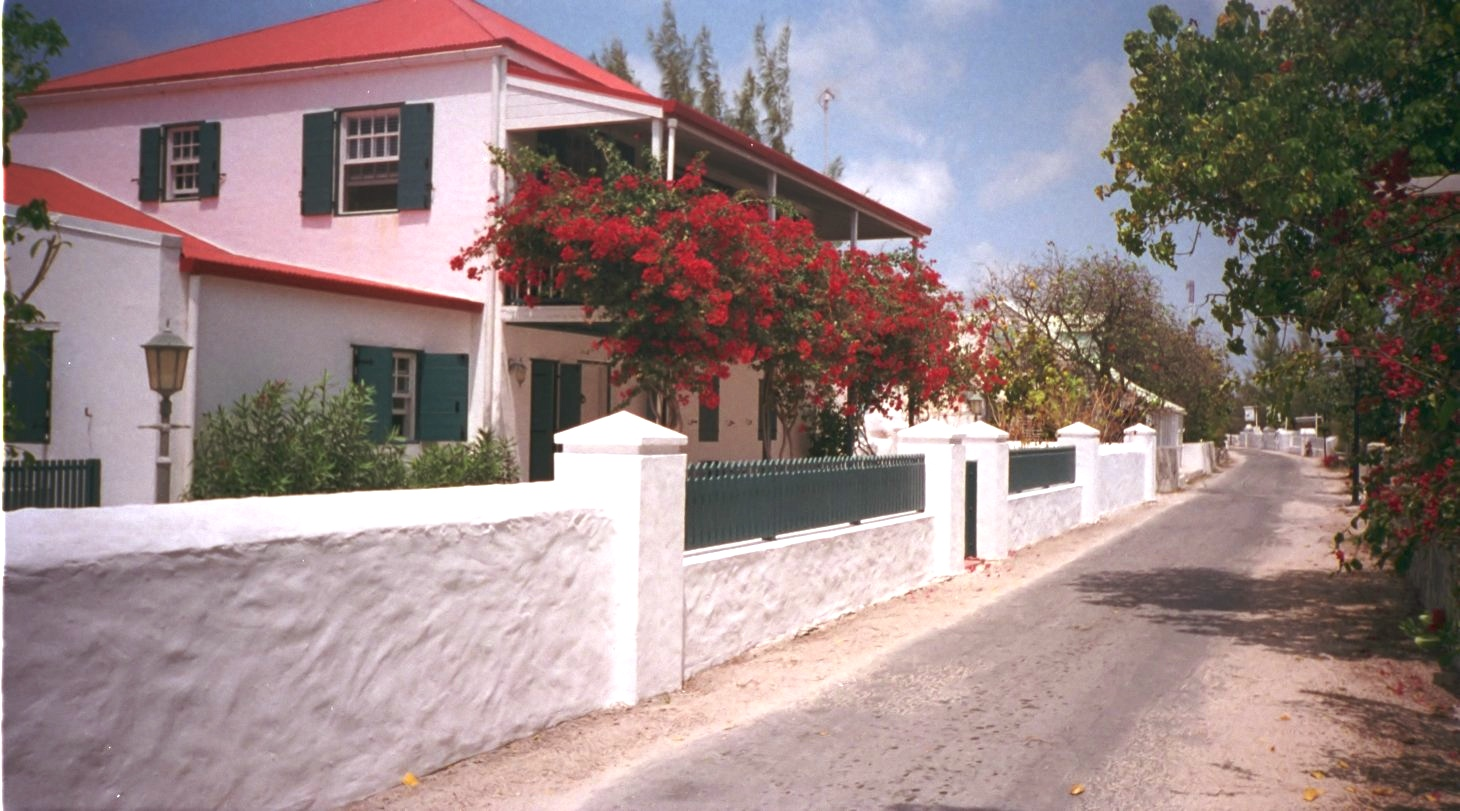
Calle en Cockburn Town, capital de la Isla Turcas y Caicos.

Turcas y Caicos es un territorio de ultramar británico, una posesión del Reino Unido, actualmente gobernada directamente por un gobernador británico designado. Su sistema de gobierno autónomo, fue suspendido en agosto de 2009. El Comité de Descolonización de las Naciones Unidas incluye el territorio en la lista de las Naciones Unidas de territorios no autónomos.
Con la primera elección popular en el del territorio, el ministro Principal de las islas, JAGS McCartney, adoptó una constitución (1976), este día se celebra el 30 de agosto. de 1976, La Constitución fue suspendida en 1986, pero restaurada y revisada el 5 de marzo de 1988. Una nueva Constitución entró en vigor el 9 de agosto de 2006, pero fue suspendida en algunos apartes y modificada en el 2009. El sistema jurídico del territorio se basa en el derecho consuetudinario inglés, con un pequeño número de leyes aprobadas de Jamaica y las Bahamas. El sufragio es universal para los mayores de 18 años de edad. El inglés es el idioma oficial. Gran Turca, es la capital administrativa y política de las Islas Turcas y Caicos y Cockburn Town ha sido la sede de gobierno desde 1766.
Como un territorio británico, el rey Carlos III del Reino Unido es el soberano, representado por un gobernador nombrado por la monarca, con el asesoramiento de la Oficina de Asuntos Exteriores.
La asamblea tiene 19 escaños; 15 miembros en circunscripciones multiplaza y una sola circunscripción de todas las islas elegidas directamente por mayoría simple, 1 miembro designado por el primer ministro y nombrado por el gobernador, 1 nombrado por el líder del partido opositor y nombrado por el gobernador, y 2 de la Sociedad Cívica de las Islas Turcas y Caicos nombrados directamente por el gobernador.
La rama judicial del gobierno está a cargo de un Tribunal Supremo y las apelaciones son oídas por el tribunal de apelaciones y el recursos final por el Comité Judicial del Consejo Privado del Reino Unido. Las islas también tienen un Tribunal de Apelaciones, con un Presidente y al menos dos jueces de apelación.
Turcas y Caicos participan en el Banco de Desarrollo del Caribe, es un asociado de la CARICOM, y mantiene una suboficina de la Interpol. La defensa es la responsabilidad del Reino Unido. La Junta Nacional del Seguro y la Junta Nacional del Seguro de Enfermedad de las Islas Turcas y Caicos son miembros de la Conferencia interamericana de seguridad social (CISS).

### Constitución
Cuando Jamaica se independizó del Reino Unido el 6 de agosto de 1962, las Islas Turcas y Caicos, anteriormente bajo administración jamaiquina, se convirtieron en una colonia de la Corona por derecho propio. A tal efecto, se promulgó un decreto por el que se concedía a las islas una constitución propia adecuada a su estatus. Esto se hizo en virtud de las disposiciones de la Ley de las Indias Occidentales de 1962. Se adoptó así la primera Constitución de las Islas Turcas y Caicos. Posteriormente, la Constitución se modificó en dos ocasiones, en 1967 y en 1968 y 1969. Sin embargo, el 30 de agosto de 1976 se adoptó una nueva Carta Magna.
En 1986, esta Constitución fue suspendida en respuesta a las acusaciones de malas prácticas y corrupción entre el Gobierno y la oposición. El 5 de marzo de 1988 se ratificó una nueva Ley Fundamental, que fue modificada en 1993 y de nuevo en 2002. En 2006 entró en vigor una nueva Constitución, pero fue criticada por otorgar demasiado poder discrecional a los ministros del gabinete. La Constitución volvió a suspenderse en agosto de 2009, cuando el Reino Unido decidió reanudar el gobierno directo sobre el territorio en respuesta a las acusaciones de corrupción del gobierno. En 2011 se redactó y aprobó una nueva Constitución. Se introdujeron varias enmiendas a la Constitución de 2006, como la asignación de las competencias del fiscal general en materia de enjuiciamiento penal a un nuevo director del Ministerio Público. Entró en vigor el 15 de octubre de 2012.

### Movimiento hacia la independencia

Escudo de armas de las Islas Turcas y Caicos

El partido ganador de las primeras elecciones generales de las Islas Turcas y Caicos en 1976, el Movimiento Popular Democrático (MPD) en virtud de McCartney, trató de establecer un marco y una infraestructura de acompañamiento en la búsqueda de la plena independencia para las islas. Sin embargo, con la trágica muerte de McCartney, la confianza en el liderazgo del país disminuyó. En 1980, el PDM de acuerdo con el gobierno británico de que la independencia se concedió en 1982 si el PDM fue reelegido en las elecciones de ese año. Esa elección fue efectivamente un referéndum sobre la cuestión de la independencia y fue ganado por el pro-dependencia Partido Nacional Progresista (PNP), que proclamó la victoria de nuevo cuatro años más tarde. Con estos acontecimientos, la cuestión de la independencia en gran parte desapareció de la escena política.
Sin embargo, a mediados de la década de 2000, la cuestión de la independencia de las islas se planteó de nuevo. En abril de 2006, el PNP primer ministro Michael Misick reafirmó que su partido se vio la independencia de Gran Bretaña como el "objetivo final" para las islas, pero no en el momento actual.
En 2008, los opositores de Misick lo acusaron de avanzar hacia la independencia de las islas con el fin de eludir una comisión de investigación, que examinó los informes de corrupción por la Administración Misick.

### Tentativas de Unión con Canadá

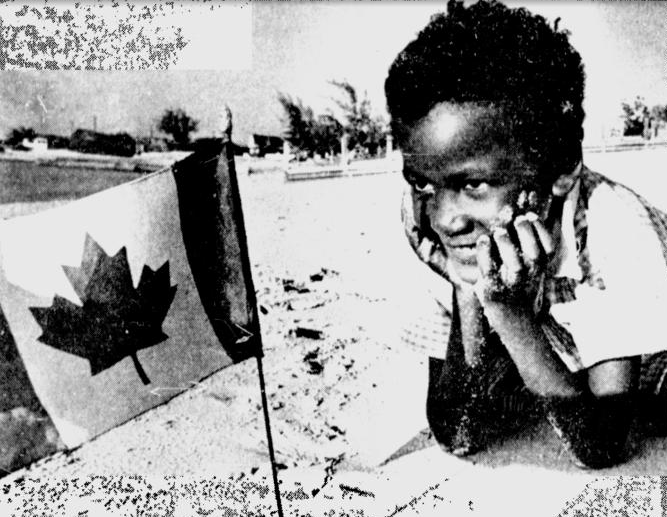
Imagen ilustrativa de la propuesta de convertir las Islas Turcas y Caicos en provincia canadiense

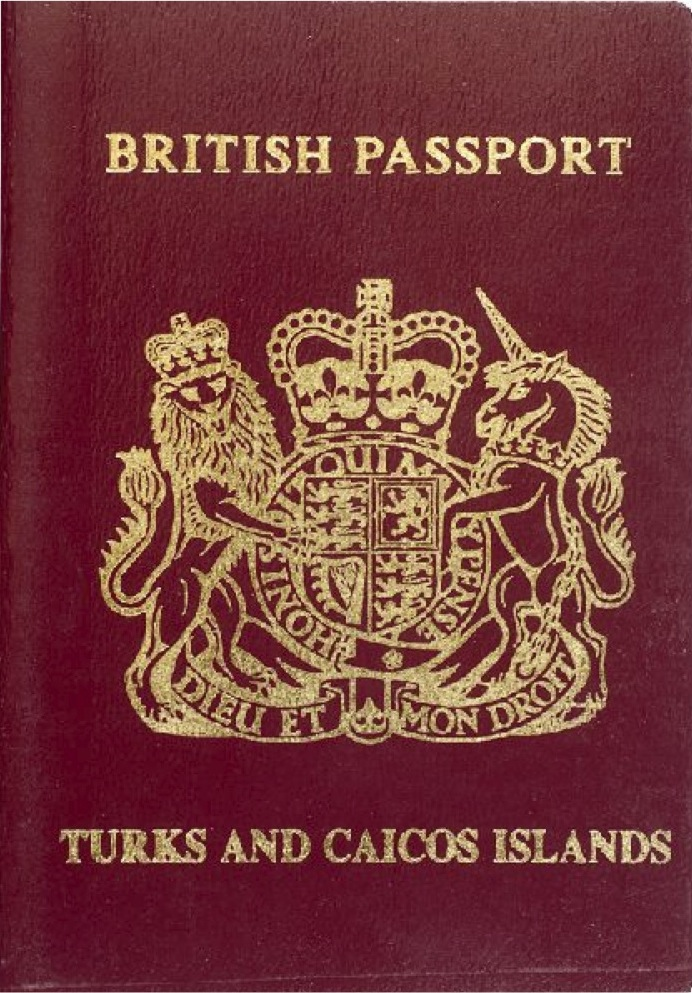
Pasaporte de las Islas Turcas y Caicos

Un gran número de turistas que visitan Turcas y Caicos son canadienses. Debido a esto, la situación de las islas como una colonia británica, y los vínculos comerciales históricos, algunos políticos tanto en Canadá como en Turcas y Caicos han sugerido que alguna forma de unión debería existir entre Canadá y el territorio británico. En 1917, el primer ministro de Canadá, Robert Borden, fue el primero en sugerir que se anexaran a Canadá las Islas Turcas y Caicos. En 1974, Max Saltsman, diputado del distrito electoral de Waterloo-Cambridge en la Cámara de los Comunes por el Nuevo Partido Democrático de Canadá, presentó un intento fallido de la consolidación de las islas. La idea se planteó de nuevo en 1986 por iniciativa del diputado conservador Dan McKenzie, pero fue rechazada por el comité de su partido en los asuntos exteriores en 1987.
El comité, presidido por el diputado David Daubney, consideró a la inmigración, la banca, la atención de la salud y cuestiones de turismo en la toma de su decisión. Para que las islas puedan unirse a Canadá como una provincia, ello requeriría una enmienda a la Constitución de Canadá, ratificado por siete legislaturas provinciales que representen al menos la mitad de la población nacional. Debido a que esa medida podría atraer la atención a las provincias para exigir otros cambios a la Constitución, a cambio de ese apoyo, este es visto como una opción políticamente inviable. 
Teniendo en cuenta que los cambios menos radicales a la Constitución no requieren el consentimiento unánime. La última provincia admitida a la Confederación, Terranova y Labrador, fue anexada al país en 1949 por un acto del Parlamento británico. Participar como un territorio sería más fácil, pues estos pueden ser creados por una ley del Parlamento. Además, una población de alrededor de 30 000 personas se considera insuficiente para la categoría de provincia - la provincia más pequeña, Isla del Príncipe Eduardo, tiene cerca de 130.000 personas. Sin embargo, esta actitud podría cambiar si el territorio de Yukón, los Territorios del Noroeste y Nunavut, con cerca de 30 000 personas cada uno, fueran convertidos en provincias.
En 2004, el diputado conservador por Alberta Peter Goldring, visitó Turcas y Caicos para explorar la posibilidad una vez más. Se redactó una moción solicitando al Gobierno canadiense para examinar la cuestión, pero su partido se negó, citando a la inmigración, el turismo y las cuestiones económicas. Sin embargo, el gobierno canadiense no descarta la posibilidad de una futura unión.
La provincia de Nueva Escocia votó a favor de invitar a Turcas y Caicos a unirse a la provincia en 2004, si algún día las islas se convertirían en parte de Canadá. Esto evitaría la admisión de los problemas con Turcas y Caicos como una provincia separada.
El 2 de marzo de 2009, el Ottawa Citizen publicó un artículo en su sitio en línea de información de interés del gobierno de Canadá para abrir un puerto de aguas profundas en el Caribe que se abriría "un nuevo mercado para productos canadienses en el Caribe".
En apoyo de la década de 1990 para la integración en la provincia de Canadá como un "11" estaba en 90 %, mientras que en 2003 el apoyo a la integración se mantuvo en alrededor del 60 % en las Islas Turcas y Caicos. Goldring, un diputado conservador de Edmonton, ha defendido la causa de la integración de Turcas y Caicos como un territorio de Canadá para las prestaciones de seguridad, así como la creciente influencia de Canadá en América Central y América del Sur en cuanto a lucha contra el terrorismo, el comercio y la lucha contra la supuesta influencia china en varias islas pequeñas del Caribe, como Santa Lucía.

### Suspensión de la autonomía local
En cumplimiento de la Orden del Consejo emitida por la entonces reina Isabel II, el 16 de marzo de 2009 el gobernador de las Islas Turcas y Caicos, Gordon Wetherell, anunció en una transmisión al territorio británico que la Constitución quedaría parcialmente suspendida durante dos años tras la recepción del informe final de la Comisión de Investigación sobre la corrupción gubernamental.
El 24 de marzo de 2009, el primer ministro Michael Misick dimitió mientras Gran Bretaña se preparaba para asumir el control administrativo directo del territorio. Misick, que había estado en el centro de la investigación sobre corrupción en la élite gobernante, dijo en un comunicado que dimitía para dar paso a un gobierno unificado. En agosto de 2009, el Reino Unido suspendió el autogobierno de las Islas Turcas y Caicos tras las acusaciones de corrupción ministerial. Las prerrogativas del gobierno ministerial y de la Asamblea Legislativa recayeron en el gobernador en funciones de las islas, Gordon Wetherell, por un periodo máximo de dos años, que podría acortarse o ampliarse según fuera necesario.
El 31 de mayo de 2009, la Comisión de Investigación, dirigida por Sir Robin Auld, antiguo Lord Justice del Tribunal de Apelación de Inglaterra y Gales, informó al Gobernador de que había encontrado "una alta probabilidad de corrupción sistémica en el gobierno y el poder legislativo y entre los funcionarios públicos de las Islas Turcas y Caicos en los últimos años. En general, parece haber consistido en el soborno de ministros y/o funcionarios públicos por parte de promotores inmobiliarios extranjeros y otros inversores, con el fin de obtener terrenos de la Corona en condiciones favorables, junto con la aprobación del Gobierno para su desarrollo comercial". "El informe recomendaba la investigación "con vistas al procesamiento" de cinco exministros del Gabinete (Michael Misick, Floyd Hall, McAllister Hanchell, Jeffrey Hall y Lillian Boyce) y formulaba varias recomendaciones de revisión de la Constitución y de las leyes de las Islas Turcas y Caicos para evitar que se repitieran casos de corrupción y prevaricación en el Gobierno.
Tras la recepción de la revisión por parte del Gobernador, el Ministerio de Asuntos Exteriores y de la Commonwealth nombró a Kate Sullivan para llevar a cabo una revisión y celebrar una serie de consultas públicas con grupos e individuos, y formular recomendaciones de revisión de la Constitución de las ITC y de varias leyes relativas al estatus de pertenencia, el sistema electoral, la transparencia y la responsabilidad gubernamentales, y la gestión financiera del territorio.
En enero de 2012, el gobernador Ric Todd, que había jurado su cargo el 12 de septiembre de 2011, publicó una serie de ocho "hitos" que tendrían que cumplirse antes de que pudieran celebrarse elecciones en el territorio y reanudarse el autogobierno. Estos hitos fueron elaborados por ministros del FCO en Londres y se basaban en las recomendaciones ya formuladas en el informe de 2009 y en la revisión de 2010 antes mencionados.
El 12 de junio de 2012, el ministro británico de Asuntos Exteriores, William Hague, anunció ante la Cámara de los Comunes en Londres que se había avanzado lo suficiente en la consecución de los hitos como para que se celebraran elecciones en las Islas Turcas y Caicos el 9 de noviembre. Hague también informó al Parlamento de que Trece personas, entre ellas cuatro exministros, habían sido acusadas de delitos de corrupción y blanqueo de dinero. Se ha emitido una orden de detención internacional contra el ex primer ministro Michael Misick. Correspondió a los tribunales decidir si las personas acusadas eran culpables. Las investigaciones y enjuiciamientos prosiguieron con independencia de un futuro gobierno electo.
Se nombró un equipo de recuperación civil para tomar bienes y reparar pérdidas derivadas de la corrupción. El equipo ha realizado progresos significativos, incluyendo más de 40 recuperaciones de dinero y/o tierras. Se han recuperado más de 12 millones de dólares, incluidos pagos ya efectuados, sentencias obtenidas y pendientes de cobro, y acuerdos de pago. Se devolvieron a la Corona más de 900 acres de tierra, valorados en decenas de millones de dólares. El equipo estimo recuperar otras cantidades significativas de dinero en efectivo, tierras u otros activos.
El 7 de diciembre de 2012, se informó de que el ex primer ministro Misick había sido detenido en Brasil a petición del Gobierno británico, que tenía previsto solicitar su extradición a las Islas Turcas y Caicos para enfrentarse a cargos de corrupción. Al parecer, Misick llevaba "una vida sofisticada" en los barrios más exclusivos de Río de Janeiro desde que huyó de las Islas Turcas y Caicos en 2009. Misick había negado previamente cualquier delito.

### Corrupción

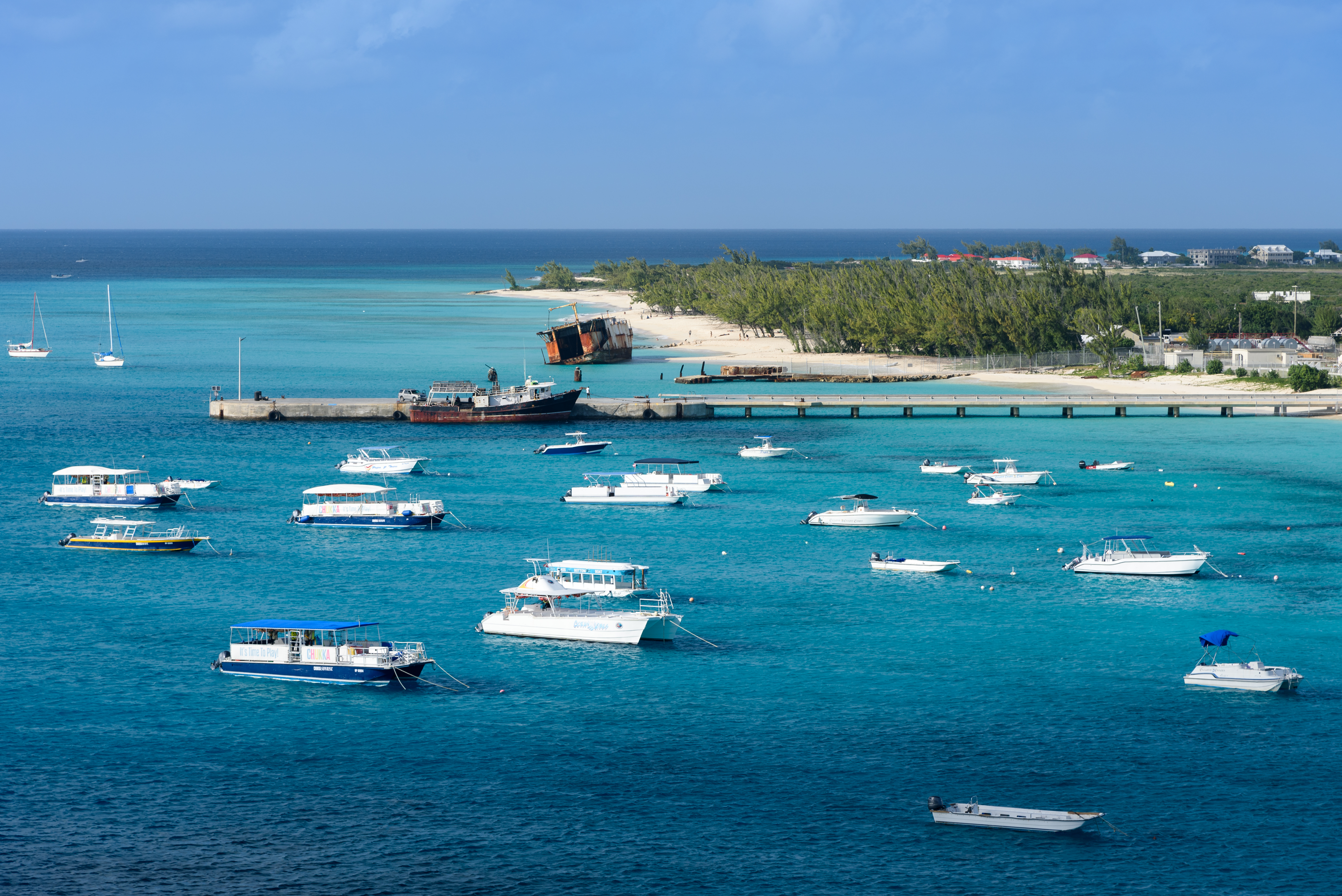
Barcos anclados en el puerto de Grand Turk. En el fondo está el naufragio del Mega One Triton, encallado en 2002 durante el huracán Sandy.

En 2008, después de que miembros del parlamento británico realizaran una revisión rutinaria de la administración tras haber recibido varias denuncias de corrupción de alto nivel de funcionarios en Turcas y Caicos, el entonces gobernador Richard Tauwhare, anunció el nombramiento de una Comisión de Investigación sobre la corrupción. El mismo año, el primer ministro Michael Misick se convirtió en el foco de una investigación criminal después de una mujer identificada por los medios de noticias como un ciudadano estadounidense residente en Puerto Rico acusado de abusar sexualmente de ella, aunque él niega tajantemente la acusación.
El lunes 16 de marzo de 2009, el Reino Unido amenazó con suspender el autogobierno en las islas y la transferencia de poder al nuevo gobernador, Gordon Wetherell, sobre la corrupción sistémica.
El 18 de marzo de 2009, con el asesoramiento de sus ministros del Reino Unido, la Reina Isabel II emitió una Orden en Consejo da al Gobernador la facultad de suspender las partes de la Constitución de 2006 regula que con el gobierno ministerial y la Cámara de la Asamblea, y para ejercer los poderes del gobierno mismo. La orden, que podría también establecer un Consejo Consultivo y el Foro Consultivo, en lugar de la Asamblea, entrará en vigor en una fecha que será anunciada por el gobernador, y permanecerá en vigor durante dos años salvo que sea prorrogada o revocada.
El 23 de marzo de 2009, después de la investigación encontró pruebas de "alta probabilidad de que la corrupción sistémica o de otras formas graves de falta de honradez", Misick dimitió como primer ministro para dar paso a un nuevo gobierno unificado. Los políticos fueron acusados de la venta de tierras de la Corona para beneficio personal y mal uso de fondos públicos. Al día siguiente, Galmo Williams fue juramentado en su reemplazo. Misick negó todos los cargos, y se refirió al debate, el gobierno británico sobre la posibilidad de eliminar la soberanía del territorio como "equivalente a siendo re-colonizado. Es un paso atrás completamente contrario a todo el movimiento de la historia.

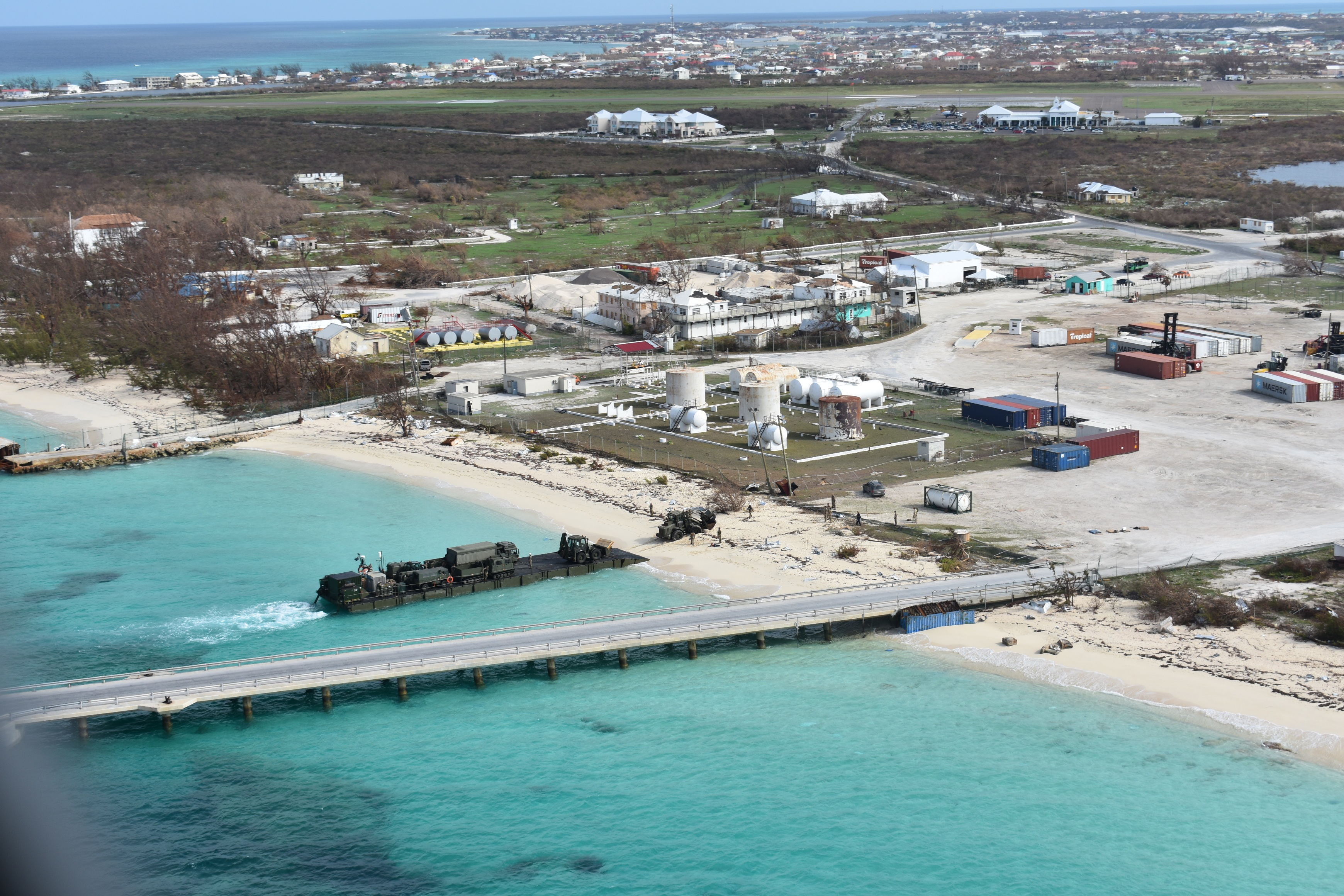
Tropas británicas descargando ayuda en un puerto de la Isla Gran Turca en plena temporada de Huracanes en 2017

### Defensa
La defensa de las Islas Turcas y Caicos es responsabilidad del Reino Unido. La Royal Navy tiene un buque en estación permanente en el Caribe, el HMS Medway, y además envía otro buque de la Royal Navy o de la Real Flota Auxiliar como parte de la misión de la Patrulla Atlántica (NORTH). La misión principal de estos buques en la región es mantener la soberanía británica de los territorios de ultramar, proporcionar ayuda humanitaria y socorro en caso de desastres como huracanes, que son comunes en la zona, y llevar a cabo operaciones antinarcóticos. En el otoño de 2022, el RFA Tideforce de la Real Flota Auxiliar, con un helicóptero Agusta Westland Wildcat embarcado, fue desplegado en las islas para proporcionar apoyo de vigilancia a la Real Policía de las Islas Turcas y Caicos, que se enfrentaba al aumento de la violencia de las bandas en el territorio.
El gobernador Nigel Dakin anunció a principios de diciembre de 2019 que las Islas Turcas y Caicos construirán su propio regimiento de defensa, el Regimiento de las Islas Turcas y Caicos (the Turks and Caicos Islands Regiment), con la ayuda del Ministerio de Defensa del Reino Unido y será similar al Regimiento Real de las Bermudas y al Regimiento de las Islas Caimán. 

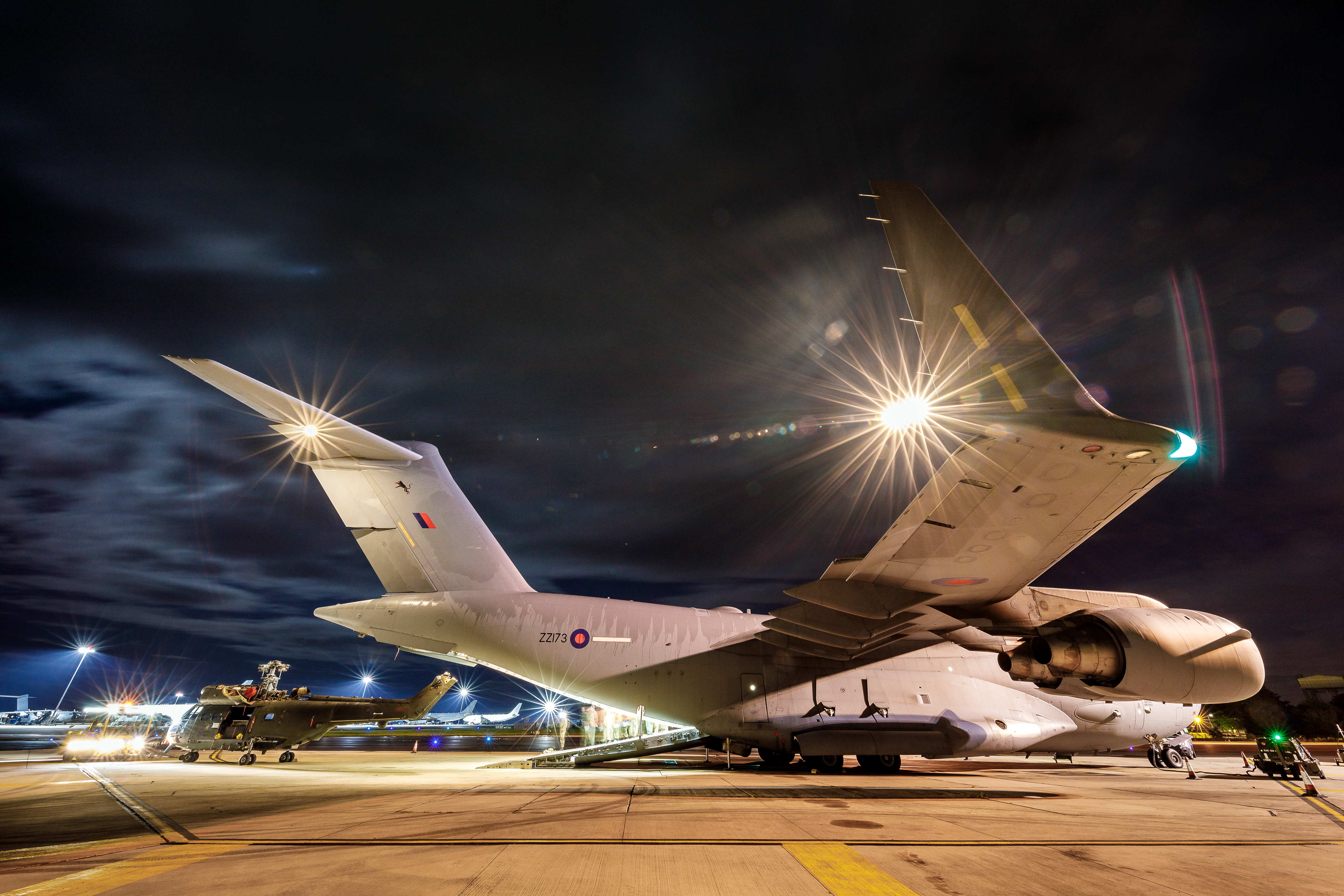
Un C-17 Británico durante la llamada Operación Ruman

El Regimiento de las Islas Turcas y Caicos, al igual que los regimientos de las Bermudas y las Islas Caimán, se centrará en aumentar la seguridad de la nación y, para tiempos de desastres naturales, el Regimiento recibiría formación en ingeniería y comunicaciones. A mediados de diciembre de 2019, un equipo del Ministerio de Defensa del Reino Unido estuvo en las Islas Turcas y Caicos para comenzar a construir el Regimiento. Se prevé que el Regimiento de las Islas Turcas y Caicos entre en funcionamiento en algún momento del tercer trimestre de 2020, lo que lo sitúa casi medio año después del Regimiento de las Islas Caimán.
En la primavera de 2020, un Equipo de Seguridad y Asistencia del Ministerio de Defensa del Reino Unido llegó a las Islas Turcas y Caicos para ayudar con la pandemia COVID-19, la temporada de huracanes del Atlántico de 2020, y para ayudar a construir el nuevo Regimiento de las Islas Turcas y Caicos.
A principios de junio de 2020, el teniente coronel Ennis Grant fue nombrado oficial al mando del nuevo regimiento de las Islas Turcas y Caicos.

### Policía
La Real Fuerza de Policía de las Islas Turcas y Caicos (Royal Turks and Caicos Islands Police Force) es el cuerpo de policía nacional de las Islas Turcas y Caicos, un territorio británico de ultramar situado en el archipiélago de las Lucayas, en el océano Atlántico y al norte de las Antillas. Es una de las fuerzas policiales más antiguas del mundo.
La RTCIPF se formó en 1799, cuando John Dunmore fue nombrado "High Constable", con tres "Special Constables" designados para ayudarle a mantener la ley y el orden en todo el grupo de islas. Recibieron el nombre de Real Fuerza de Policía de las Islas Turcas y Caicos, y han funcionado desde entonces.

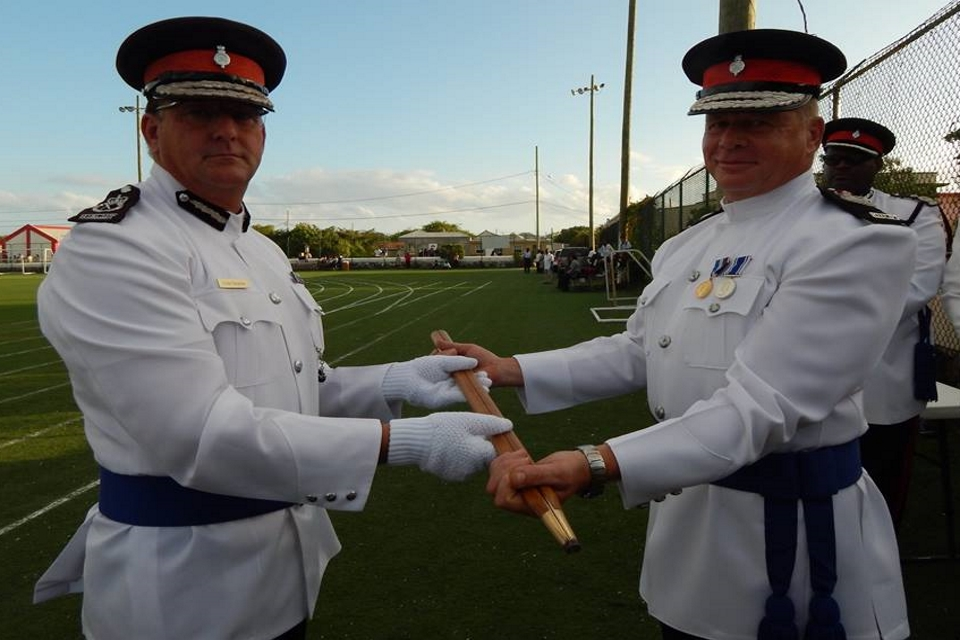
Ceremonia de entrega del cargo de Comisario de la Real Fuerza de Policía de las Islas Turcas y Caicos: Colin Farquha (izquierda) y James Smith (derecha)

Como la RTCIPF vigila un territorio británico, pero también está geográficamente más cerca de los Estados Unidos (EE. UU.), está influenciada por ambos en estilo y práctica. Algunos ejemplos son los uniformes tradicionales del Reino Unido y la designación de rangos (de agente a comisario), así como el uso de vehículos policiales estadounidenses, como el Ford Police Interceptor Utility.
El cuerpo está dirigido por un Comisario de Policía y se divide en dos divisiones operativas:
- División A - las islas de Gran Turca, Caicos del Sur y Cayo Salt (3 comisarías de policía, más el puesto de policía del aeropuerto)
- División B - las islas de Providenciales y Caicos del Norte (6 comisarías)

El cuerpo está dirigido por un Comisario, apoyado por un Comisario Adjunto. Cada División está dirigida por un Comisario Adjunto. Al mando de cada comisaría hay un Superintendente. También hay una pequeña Unidad de Policía Turística que depende directamente del Comisario Adjunto.
El jefe de investigación criminal tiene rango de Detective Superintendente. Existen varias unidades operativas especializadas, incluida una unidad de delitos financieros. Existe una unidad marítima, equipada con patrulleras costeras y oceánicas. También hay una unidad táctica equipada con antiguos Land Rover Tangis blindados del PSNI. La unidad táctica está al mando de un Superintendente Jefe.

Como territorio británico de ultramar, en momentos de crisis la RTCIPF recibe ayuda de otros organismos, como las Fuerzas Armadas británicas. Esto ocurrió en la pandemia de coronavirus de 2020, cuando el Standing Joint Force Headquarters Group (un grupo de apoyo tri-servicio de marineros, infantes de marina, soldados y aviadores que apoyan a los gobiernos durante las crisis) se desplegó para ayudar a la policía y al gobierno de las Islas Turcas y Caicos.

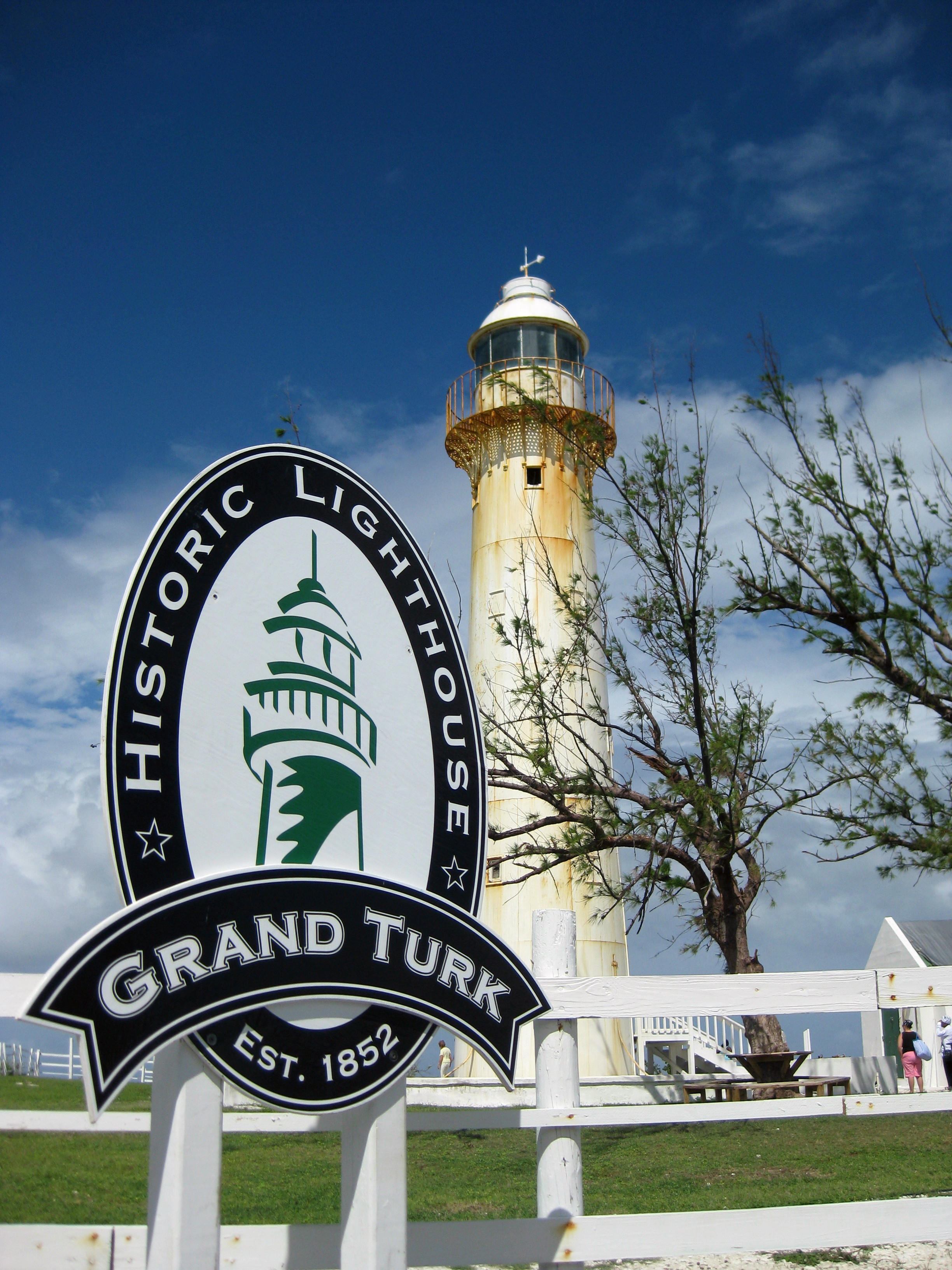
El faro histórico en la Isla Gran Turca

## Transporte
El Aeropuerto Internacional de Providenciales es la principal puerta de entrada a Turcas y Caicos. Además, hay siete aeropuertos más, ubicados en cada una de las otras islas. Para ellos se cuentan con cinco pistas asfaltadas (tres de las cuales tienen aproximadamente 2000 metros de longitud y una de ellas aproximadamente 1000 metros), si bien hay otras dos más que están sin asfaltar (una de las cuales mide aproximadamente 1000 metros de largo y la otra es significativamente más corta). La isla tiene 121 kilómetros de vías rápidas, 24 km asfaltados y 97 km sin asfaltar. Los principales puertos y embarcaderos del país están en Gran Turca y Providenciales. Las islas no cuentan con un sistema ferroviario digno de mención.

## Cultura

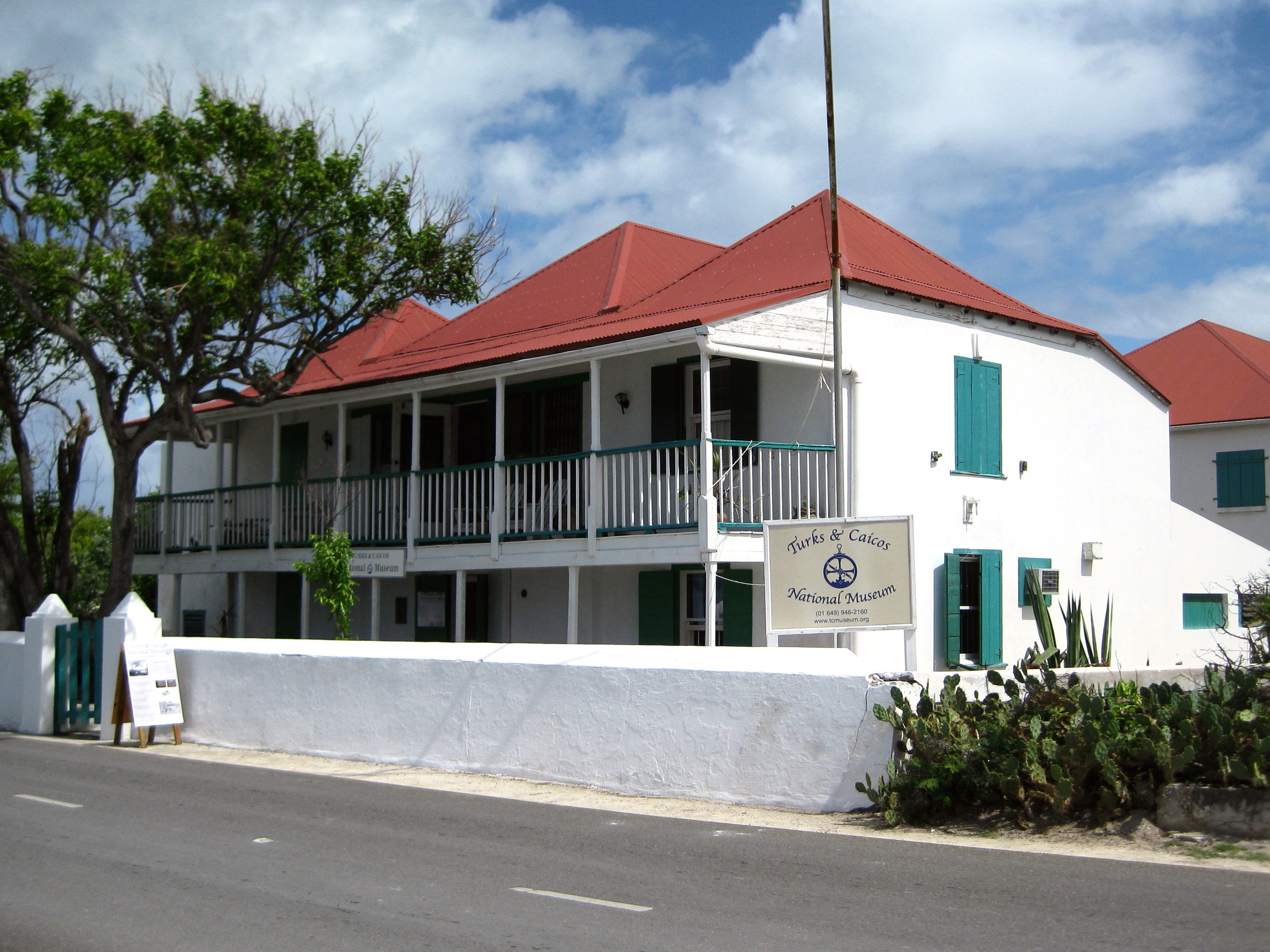
Museo Nacional de las Islas Turcas y Caicos

Las Islas Turcas y Caicos son quizás más conocidas musicalmente por la música ripsaw, un género originario de las islas. Las Islas Turcas y Caicos son conocidas por su Festival Anual de Música y Cultura, en el que se exhiben muchos talentos locales y otras actuaciones dinámicas de muchas celebridades de la música de todo el Caribe y Estados Unidos.
En las islas Caicos mayores, las mujeres continúan con la artesanía tradicional de utilizar la paja para hacer cestas y sombreros. Es posible que esta tradición continuada esté relacionada con los africanos liberados que se incorporaron a la población directamente desde África en las décadas de 1830 y 1841, procedentes de náufragos esclavistas; trajeron consigo habilidades artesanales.
Los deportes más populares de la isla son la pesca, la vela, el fútbol y el críquet (que es el deporte nacional).
La cocina de Turcas y Caicos se basa principalmente en el marisco, sobre todo en la concha. Dos platos locales comunes son los buñuelos de concha y la ensalada de concha.

### Literatura
Turcas y Caicos aparece en la novela de Frederick Forsyth "Icon", que fue traducida en lengua castellana con el nombre de "El Manifiesto Negro". En la novela, el protagonista Jason Monk, antiguo espía de la CIA que había trabajado en la División Soviética, ya retirado, vive en estas islas como patrón de la embarcación "Foxy Lady".
El escritor Peter Benchley, conocido por ser el autor del best-seller "Tiburón", además de coguionista de la película del mismo nombre dirigida por Steven Spielberg en 1975, escribió en 1979 la novela "The Island", publicada en español con el título de "Isla", también ambientada en las islas Turcas y Caicos, sobre la misteriosa desaparición, basada en hechos reales, de una serie de personas y embarcaciones en la zona.
La saga The Worricker trilogy, escrita y dirigida por David Hare, consta de tres películas, el segundo de los cuales lleva por título, precisamente "Turks and Caicos". Fue filmada entre 2011 y 2014 y narra las andanzas de Johnny Worricker, un exagente del MI5.

### Música
La música de las Islas Turcas y Caicos es conocida sobre todo por su ritmo de sierra. Se acompaña de una variedad de instrumentos, como maracas, triángulos, guitarra de caja, tambores conga, tambores de cabra y de piel de vaca, acordeón, concertina y, sobre todo, la sierra de carpintero.
La sierra se raspa con un objeto metálico, como un destornillador, para producir un sonido único; esto se denomina rasgar la sierra. El uso de la sierra (que es el origen del término rasgar la sierra) es de origen incierto, pero puede ser una adaptación local del guiro dominicano y haitiano o de instrumentos tradicionales africanos como el shekere y el djembé.
En las Bahamas se conoce un estilo estrechamente relacionado llamado rake and scrape (rastrillar y raspar), asociado a la isla Cat, el hogar de muchos isleños de Turcas y Caicos, que se trasladaron allí en busca de trabajo en las décadas de 1920, 1930 y 1940. Muchos músicos bahamenses proceden de las islas, como The Cooling Waters, Sly Roker, Bradley Dean, Marvin Handfield, Perry Delancy y Leo Jones. Muchos de estos expatriados han regresado a Turcas y Caicos, trayendo consigo la música junkanoo bahameña.
Entre los pioneros modernos de la música ripsaw se encuentran Tell and the Rakooneers y Lovey Forbes, que crearon un nuevo estilo llamado combina a principios de la década de 1980, inspirándose en géneros de todo el Caribe y Estados Unidos, como el jazz, el calypso, la soca y el reggae.
La organización TUCA ayuda a promover la música y la danza folclóricas de las Islas Turcas y Caicos. El Festival de Música y Poesía de las Islas Turcas y Caicos es un importante acontecimiento anual, que atrae a artistas como (en 2004) Chaka Khan, Maxi Priest, Boyz II Men, Joe, Shocking Vibes Band, TCI All Star Band y Blakout Crew. En 2003 se celebró el primer Festival Anual Ripsaw de las Islas Turcas y Caicos.

### Telecomunicaciones y Medios
El servicio de telefonía móvil lo prestan Cable & Wireless Communications, a través de su marca Flow, con GSM 850 y TDMA, y Digicel, con GSM 900 y 1900, e Islandcom Wireless, con 3G 850. Cable & Wireless presta servicio de telefonía móvil CDMA en Providenciales y Gran Turca. El sistema está conectado a tierra firme por dos cables submarinos y una estación terrestre Intelsat. En 1998 había tres emisoras de radio AM (una inactiva) y seis FM (sin onda corta). La emisora más popular es Power 92.5 FM, que emite los éxitos del Top 100. Hay más de 8.000 receptores de radio en todo el territorio.
West Indies Video (WIV) es el único proveedor de televisión por cable de las Islas Turcas y Caicos desde hace más de dos décadas y WIV4 (filial de WIV) es la única emisora de las islas desde hace más de 15 años; también se pueden recibir emisiones de Bahamas. El territorio tiene dos proveedores de servicios de Internet y su dominio de nivel superior en código de país (ccTLD) es ".tc". Los indicativos de radioaficionado empiezan por "VP5" y los operadores visitantes trabajan a menudo desde las islas.
Turcas y Caicos cuenta con el cable submarino ARCOS-1, que conecta el territorio con la República Dominicana por el sur, con las Bahamas por el norte y con Estados Unidos y otros países de Centroamérica.
En 2002, la WIV introdujo el Canal 4 de Noticias, que emitía noticias locales y programas de información y entretenimiento en todo el país. El Canal 4 fue relanzado como WIV4 en noviembre de 2007.
En 2013, 4NEWS se convirtió en el primer servicio de noticias por cable de alta definición de las islas, con estudios de televisión en Grace Bay, Providenciales. DigicelPlay es el proveedor local de cable.
Los periódicos de Turcas y Caicos son el Turks and Caicos Weekly News, el Turks and Caicos Sun y el Turks and Caicos Free Press. Las tres publicaciones son semanales. Tanto el Weekly News como el Sun tienen suplementos. Otras revistas locales son Times of the Islands, s3 Magazine, Real Life Magazine, Baller Magazine y Unleashed Magazine.

## Deporte

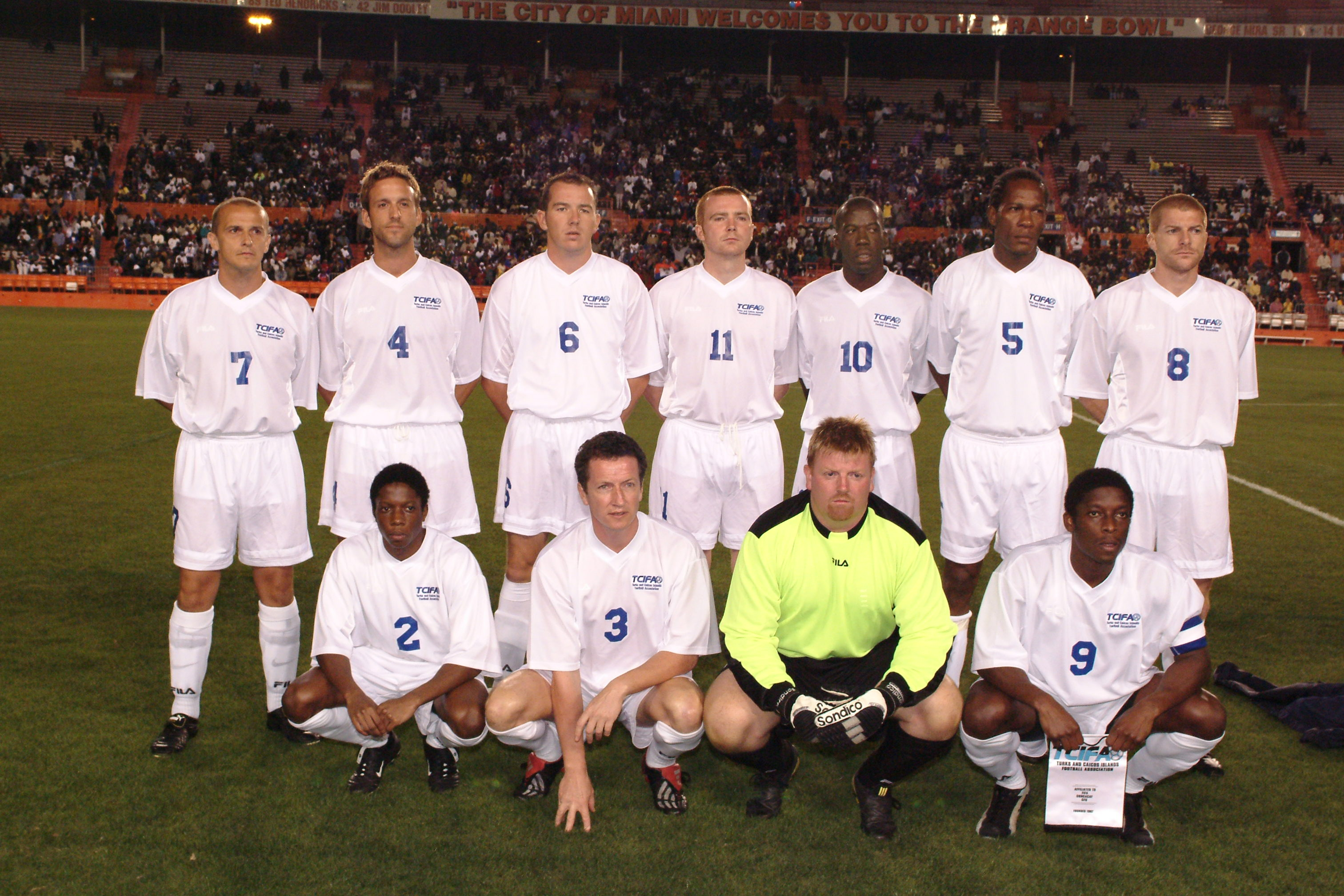
Selección de Fútbol de las Islas Turcas y Caicos en 2004

El críquet es el deporte nacional de las islas, siendo los deportes más populares este y el fútbol. El equipo nacional participa en torneos regionales en el Campeonato de las Américas de la ICC, además de haber jugado un partido Twenty20 como parte del Standford 20/20 de 2008. Existen dos ligas nacionales, una en Gran Turca con tres equipos y otra en Providenciales.
En diciembre de 2020, la Selección de fútbol de las Islas Turcas y Caicos ocupaba el puesto 203 de 210 equipos en la Clasificación Mundial de la FIFA. Su mejor clasificación histórica fue la 158.ª, lograda en 2008. El territorio posee su propia liga de fútbol conocida como WIV Liga Premier.
Dado que el territorio no está reconocido por el Comité Olímpico Internacional, los isleños de las Islas Turcas y Caicos compiten por Gran Bretaña en los Juegos Olímpicos.